# THE LOHAS

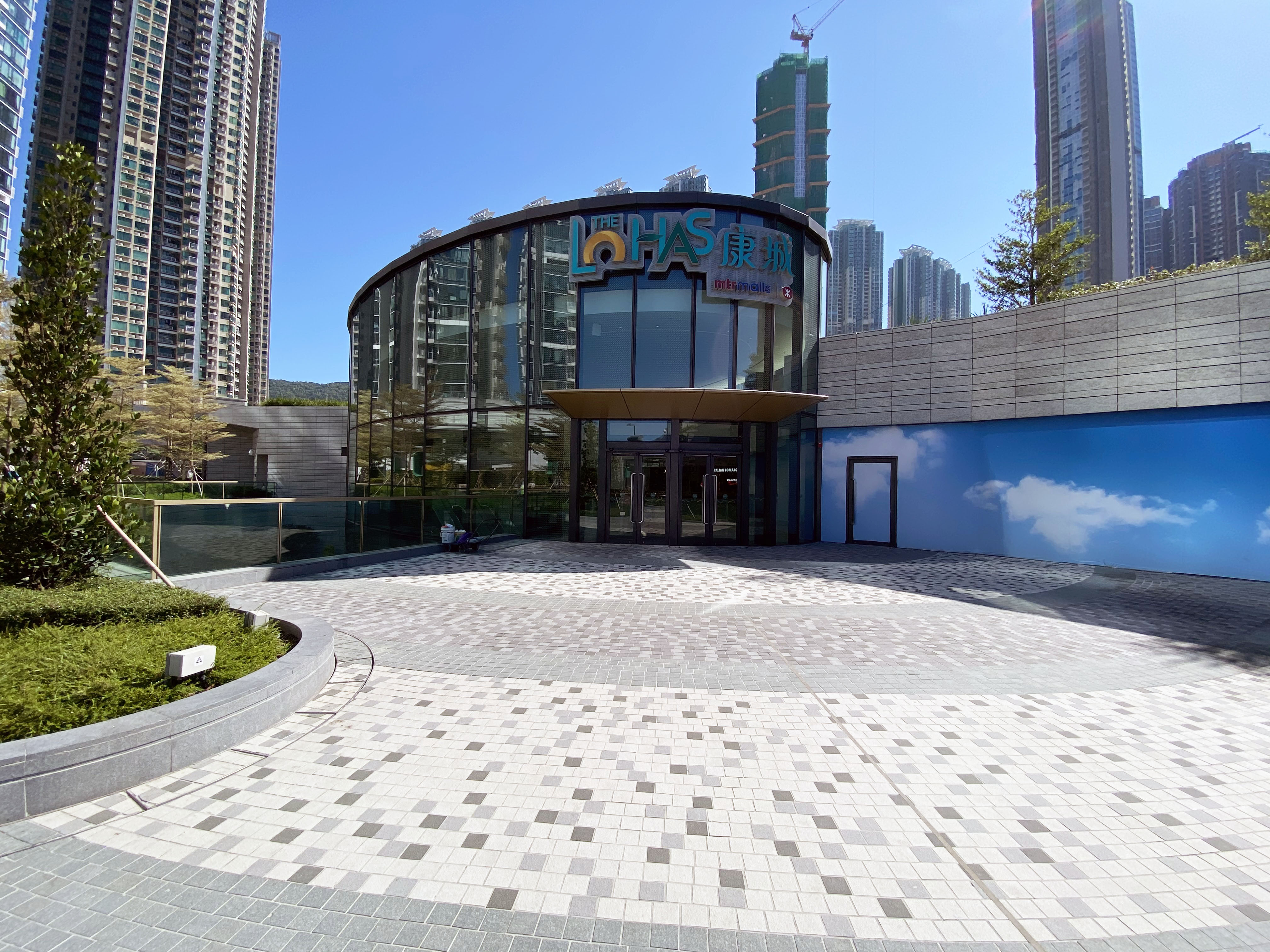
商場外觀

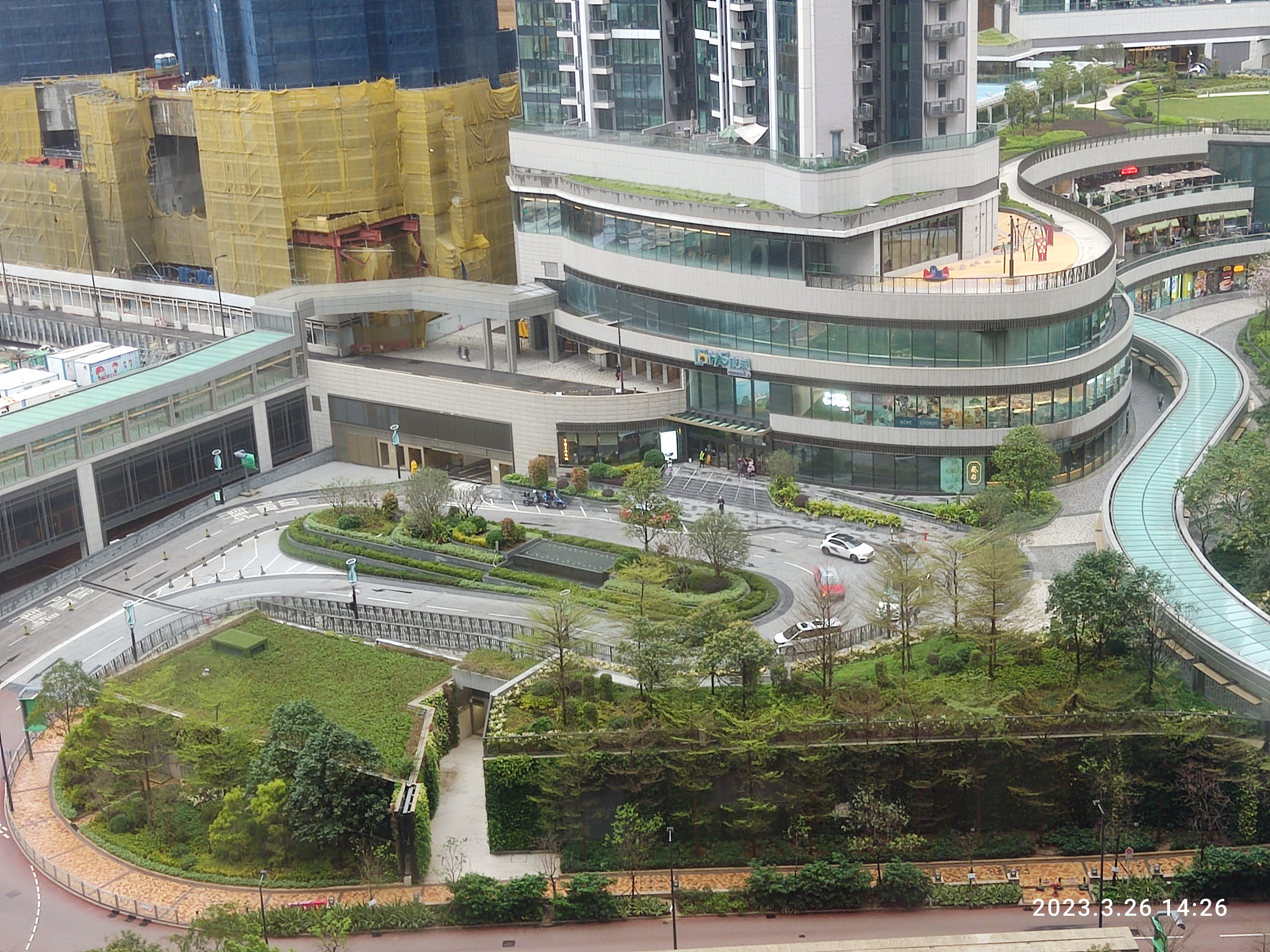
「The LOHAS 康城」上落客區

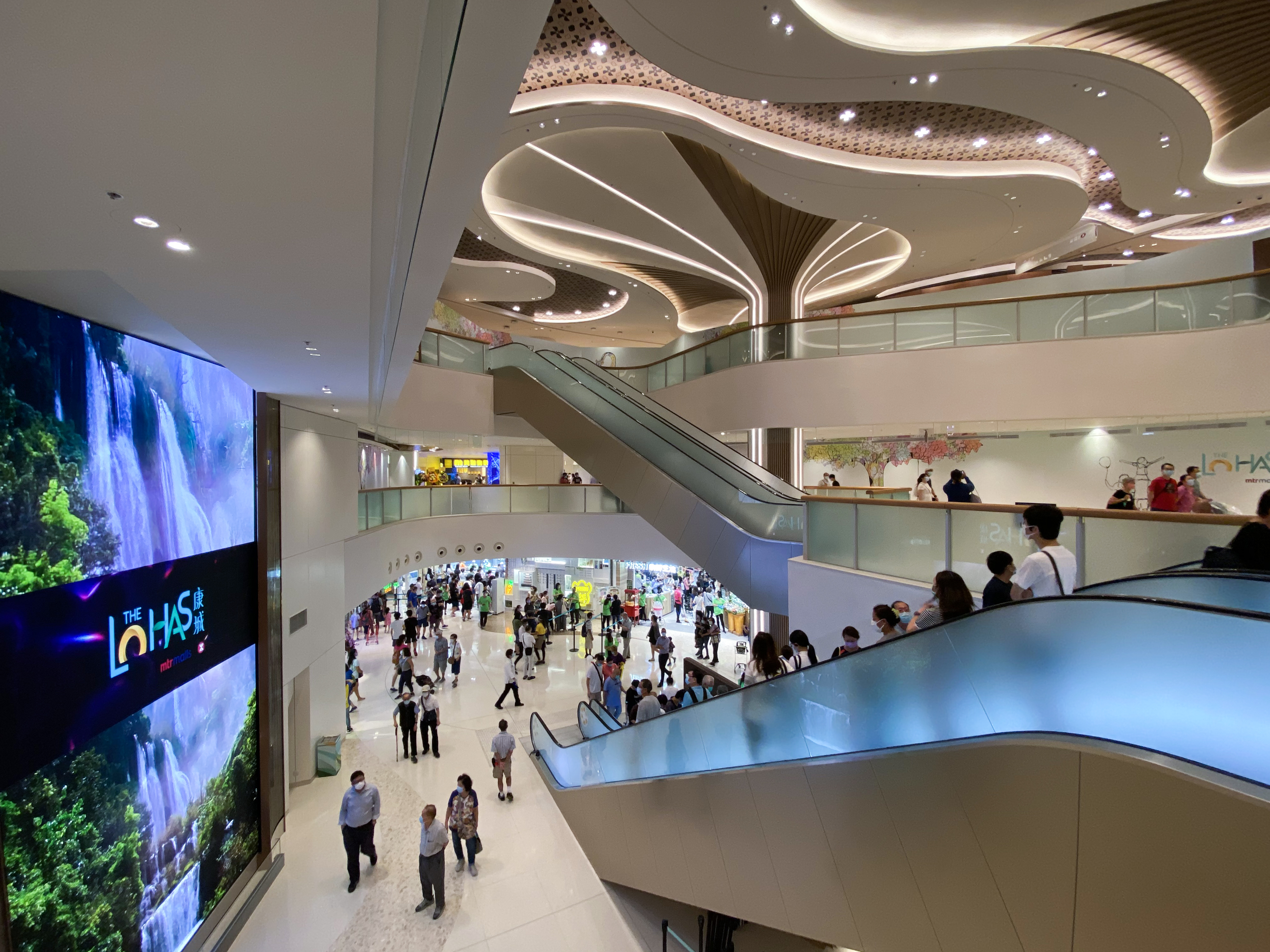
扶手電梯中庭

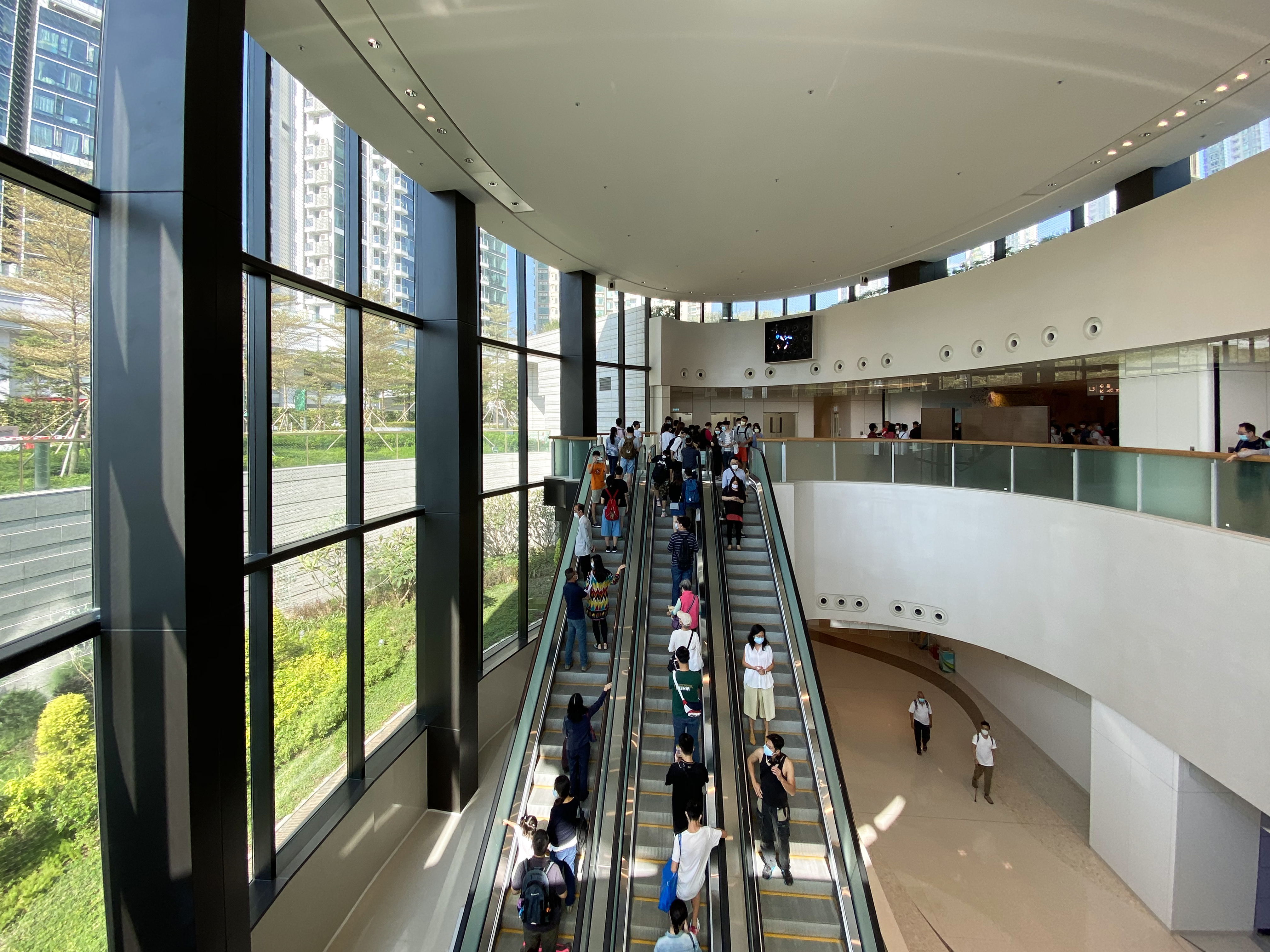
連接港鐵康城站的扶手電梯

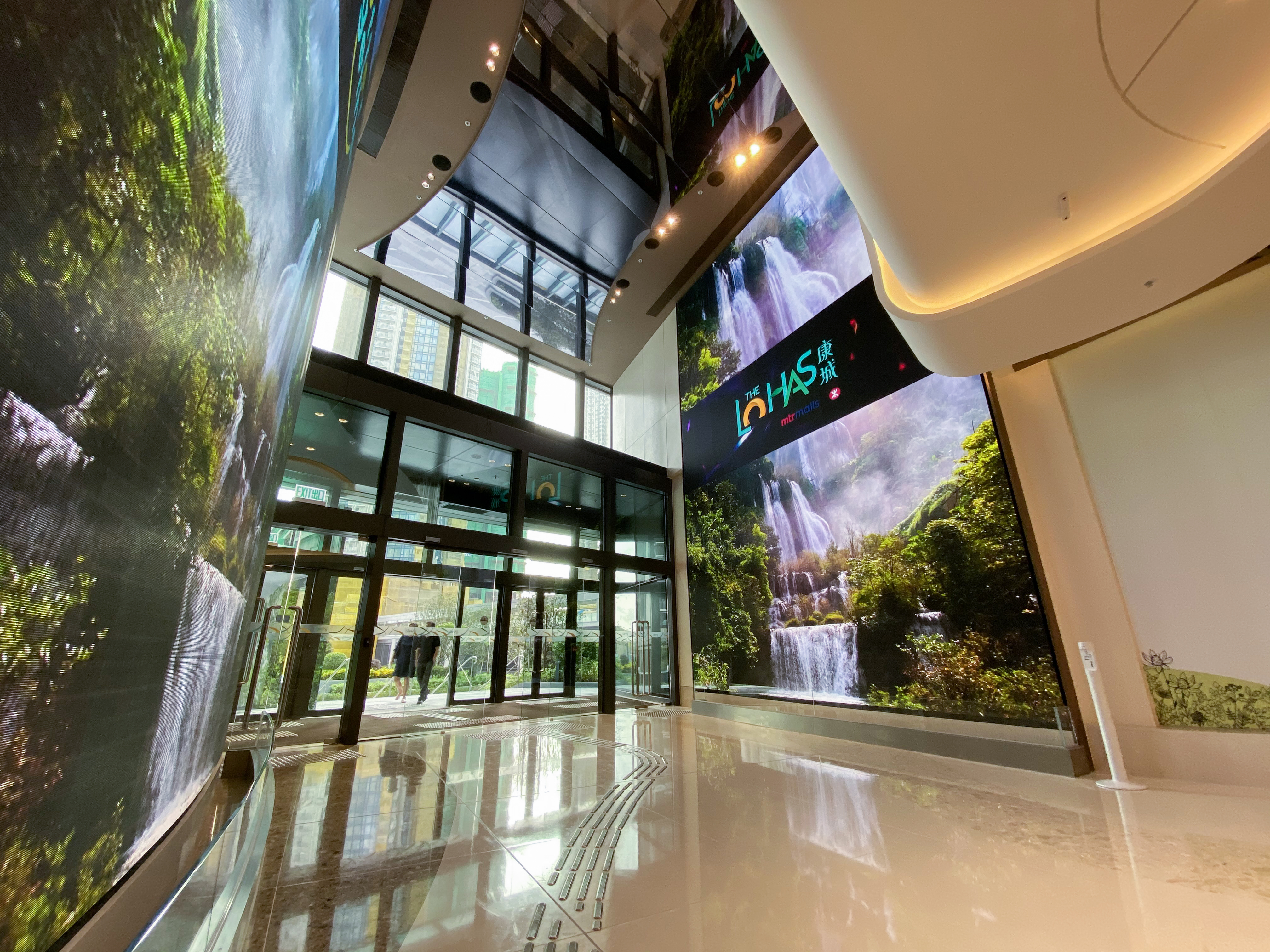
L2層上落客區入口

The LOHAS 康城（英語：The LOHAS），是香港一座港鐵公司旗下的商場，佔地達48萬平方呎，位於新界西貢區將軍澳小赤沙，日出康城第7期MONTARA及GRAND MONTARA基座，於2020年8月23日以及同年11月1日分兩階段落成及開幕啟用。

## 簡介
「The LOHAS 康城」是港鐵旗下第14個商場，樓高5層，位處日出康城中央、將軍澳車廠和港鐵康城站上蓋，為日出康城項目整體規劃之一，設有有蓋行人通道連繫日出康城各期住宅項目，並設有住宅大堂直接連接第7期MONTARA及第11及12期。

## 歷史

### 規劃
港鐵2008年表示，將軍澳日出康城第4期項目可以興建8座樓高58至59層的住宅，基座為48萬平方呎的大型購物商場，原由呂元祥建築師事務所設計。概念設計以熱帶雨林為主題，而且引入大量的自然光。政府於2010年年中就「政府、機構及社區」土地用途的修改提出意見，與港鐵的藍圖不符，故日出康城第4期未能如期在2010年第三季進行招標。到2014年3月，第4期項目改為位於日出康城較南位置，與二期屋苑領都、領峯及領凱接近。當時居民批評港鐵的規劃改動重大，區內居民一直期盼的商場並未有包括在內，完全沒有經過任何公眾諮詢，不符合公眾的合理期望。
到2015年4月，港鐵將第7期發展為商住發展項目，於2015年4月27日起招收發展意向書。發展商可選擇競投整個住宅連商場項目，由發展商支付補地價金額，並就項目入場費自行出價，未來項目收益將以劃一10%分紅。如發展商放棄商場部分，則就項目分紅出價，下限為10%，中標發展商雖然亦要支付項目補地價，不過港鐵將分2個階段共以49.8億元回購商場。會德豐地產投得日出康城第7期住宅項目，並放棄商場部分。而商場部分改由劉榮廣伍振民建築師事務所負責設計。

### 落成啟用
商場經過多年規劃建設之後，在2020年下半年分階段啟用。第1階段涉及15間商戶，原定2020年8月15日開放，最後延遲一星期，到8月23日當中12間商戶開業，其中包括面積超過20,000平方呎的高檔超級市場及多間民生服務商戶。商場第1階段啟用吸引不少區內住戶到場參觀，現場人山人海。而港鐵高層人士，包括物業總監鄧智輝亦低調到場巡視。
2020年11月1日，商場第2階段投入運作，涉及超過50個商戶，當中包括戲院、本土文創市集、多個高科技遊樂設備，以及多間首次進駐香港的餐飲食肆。同日，連接商場的港鐵康城站B出口亦啟用，新設計與九龍站及圓方商場類似，結束日出康城區內住宅超過10年來需繞經室外臨時通道前往港鐵站的日子。商場第2階段啟用也吸引大量區內居民及區外遊人參觀，現場人山人海。
港鐵原本計劃商場第三階段於2020年12月中旬開幕，不過因為疫情而延後。2021年1月，不少商戶先後開幕，當中包括已在1月28日開幕的永旺百貨旗下日本生活百貨公司MONO MONO。商場全面開幕後，預計超過140個商戶營業。

## 設計
商場被港鐵回購後，由劉榮廣伍振民建築師事務所負責設計。以“Shopping in the Nature's Breeze”為設計概念，將室外室內的環境融合，以玻璃幕牆設計，將日出公園景觀融入室內。然而由於日出公園為日出康城住戶專用，因私隱原因而在公園外圍種植高大樹木，以遮擋商場向公園的視綫。兩個大型中庭亦以天然採光，其中溜冰場中庭以大型玻璃幕牆將日出公園景觀融入室內。商場室內亦設多個不同大型LED幕牆作特色的多媒體影效，並設有蓋行人通道連接各期數住宅及主要設施。停車場大堂也採用較為豪華的裝修，風格與商場其他地方不同，惟停車場彎位較多亦較為狹窄，泊車位亦不夠長。

## 商場結構
商場及相連設施樓高5層，總樓面面積約48萬平方呎，其中2樓設有大型道路入口廣場、室內溜冰場、大型超級市場及露天餐飲區，3樓設零售商戶，4樓亦設大型戲院以及日式室內主題樂園。而商場亦連接港鐵康城站，並設有多條24小時行人通道（地政總署規定須開放予公眾的公共空間）連接日出康城區內不同住宅及設施。

### G：公共交通交匯處、停車場

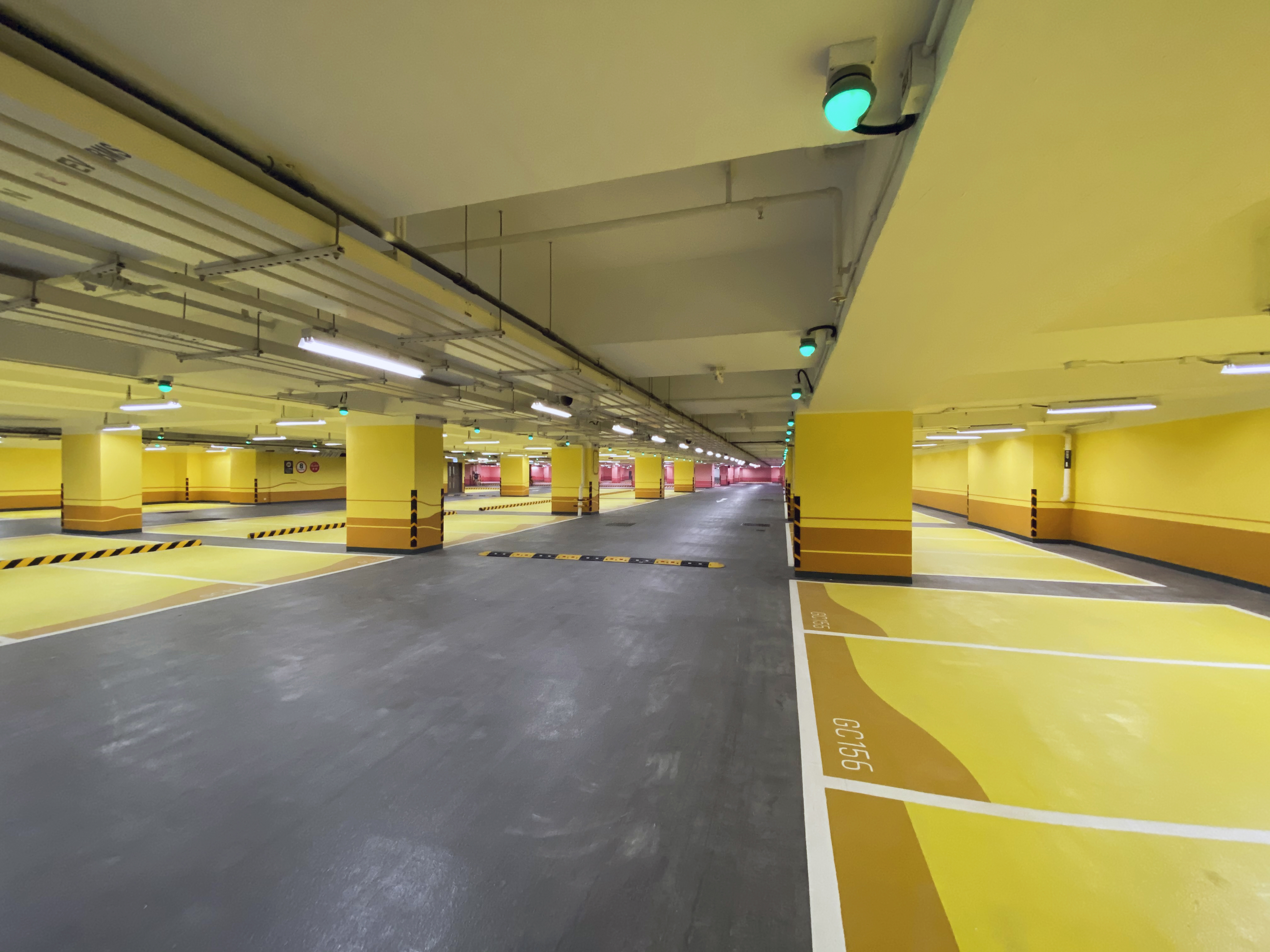
G層停車場

商場地下去被港鐵將軍澳車廠分為南、北兩翼。北翼地下設室內有蓋的康城站公共交通交匯處，可以通往康城路及將軍澳南海濱長廊，將設多條巴士及小巴路線來往全港全區，以及設有市區的士站。南翼地下為商場時租停車場及商場上蓋第7期住宅MONTARA的住客停車場。位於南翼地下及一樓的商場停車場提供333個車位（包括10多充電車位）及33個電單車位。

### L1：停車場

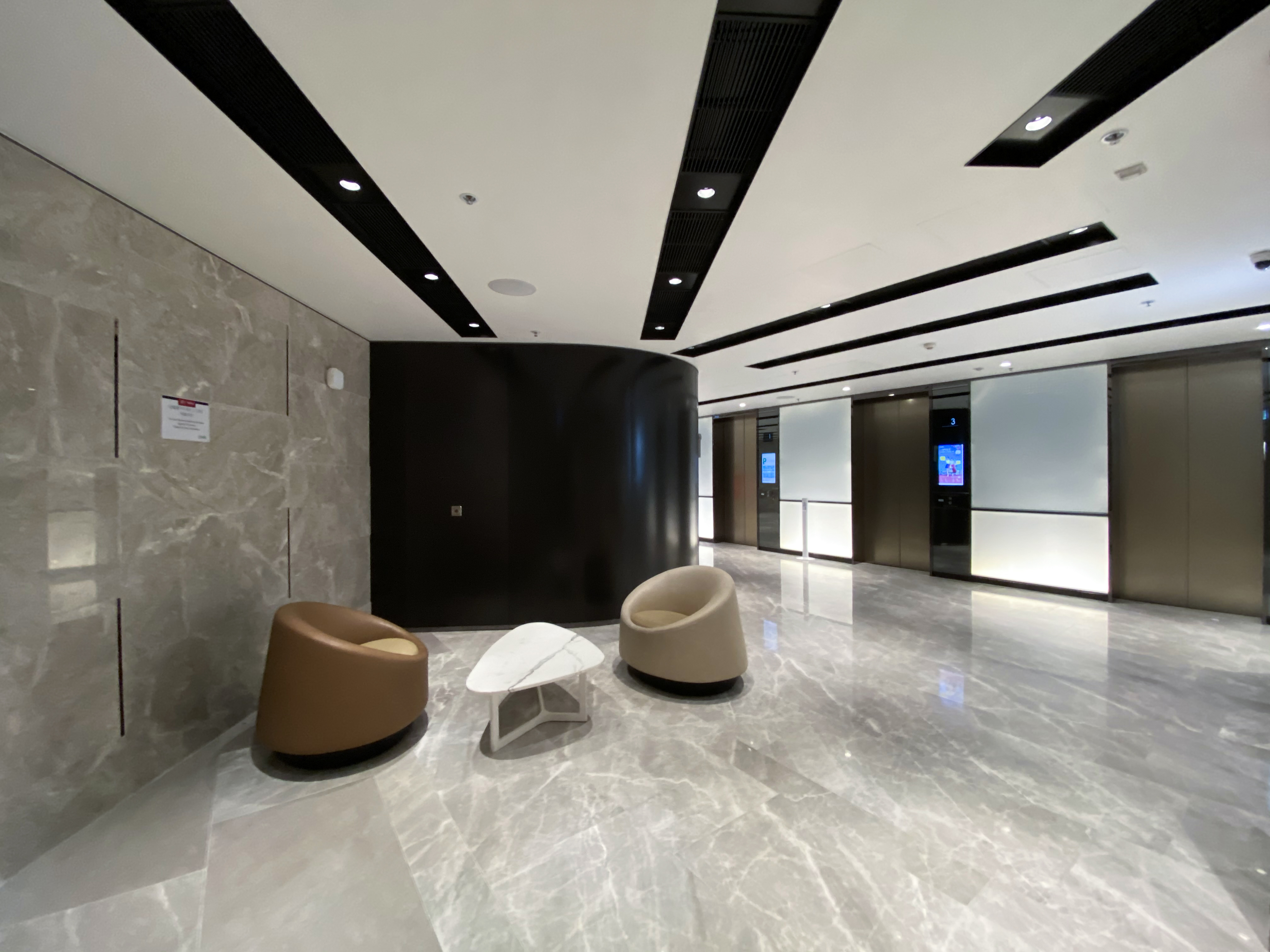
L1層停車場大堂設閒座區

商場1樓同樣被港鐵將軍澳車廠分為南、北兩翼：北翼1樓為港鐵康城站月台層；而南翼則為商場停車場。商場上蓋第7期住宅MONTARA將在南翼1樓設上落客區以及住宅大堂。

### L2：溜冰場、超級市場、露天廣場

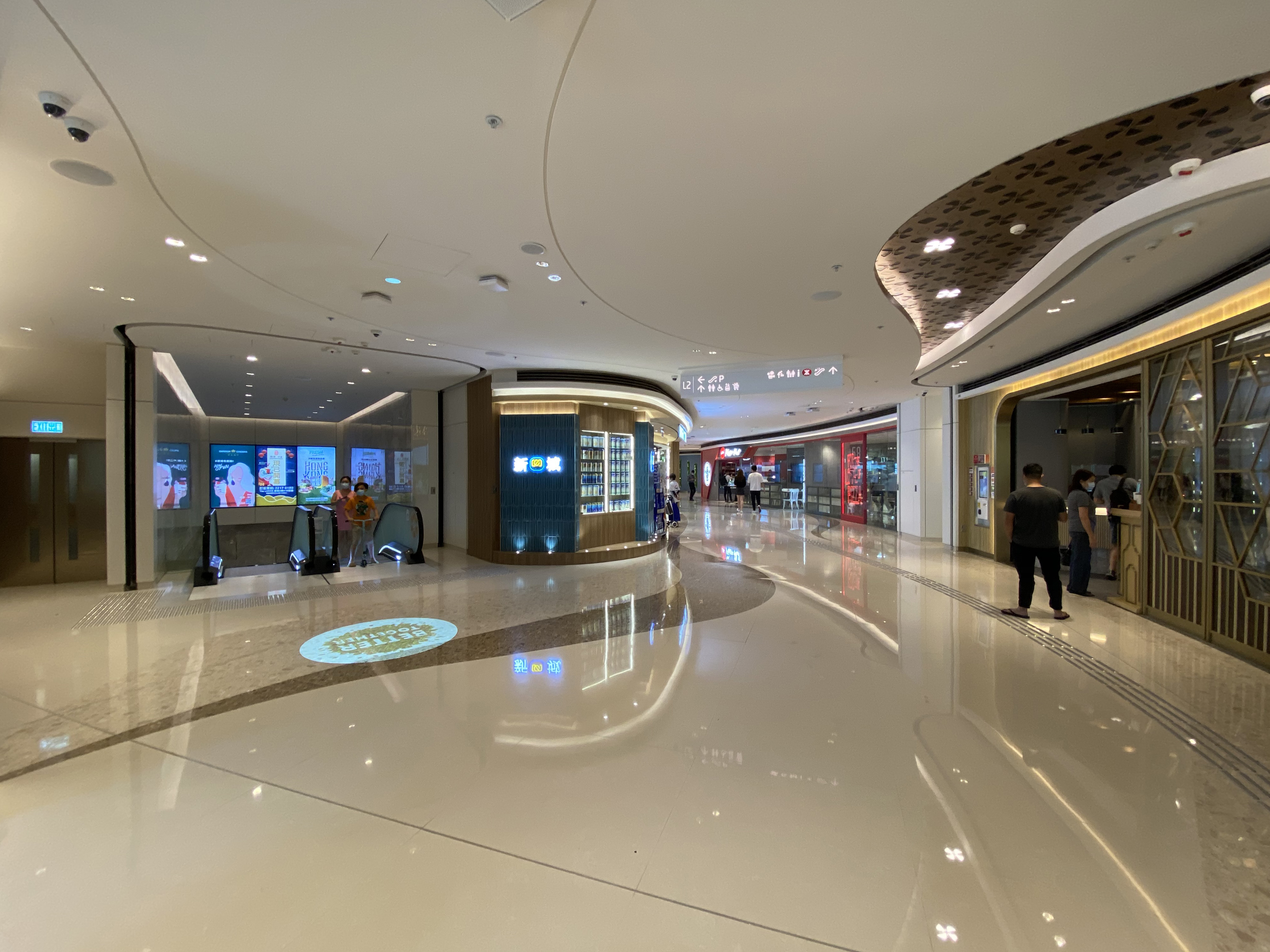
L2層商店

商場2樓同樣被港鐵將軍澳車廠分為南、北兩翼。北翼L2層設下沉式室內廣場直接連接港鐵康城站大堂（B出入口）及商場入口，以及設有室內通道前往地下公共交通交匯處、第5期住宅MALIBU住客大堂及賽馬會香港足球總會足球訓練中心；而南翼部分設商場主入口以及上落客區，另設有室內溜冰場LOHAS Rink及其附屬設施，包括冰上運動用品概念店、多用途活動空間、近100個觀眾席等。
溜冰場旁設有該層最大單一租戶——面積超過20,000平方呎的超級市場「FRESH 新鮮生活」，由瑪雷有限公司營運，場內共設有26個特色主題專區及4間外帶食肆，包括：Sushi Honba，食點，港味道和燒鵝皇子，由於有不少日出康城的住戶都有飼養寵物，該超市容許寵物進入。
2樓屬於2020年8月首階段開幕的部分，設有多家民生服務商戶，包括新城藥房、日本城和優品360。該層亦開設4間餐廳，包括台灣火鍋餐廳“鼎王麻辣鍋”、港式粥粉麵飯餐廳“譽居”、Pizza Hut和能夠觀賞溜冰場景觀的大家樂。
南翼設露天廣場，設行人通道前往第4期住宅晉海以及第6期住宅LP6。

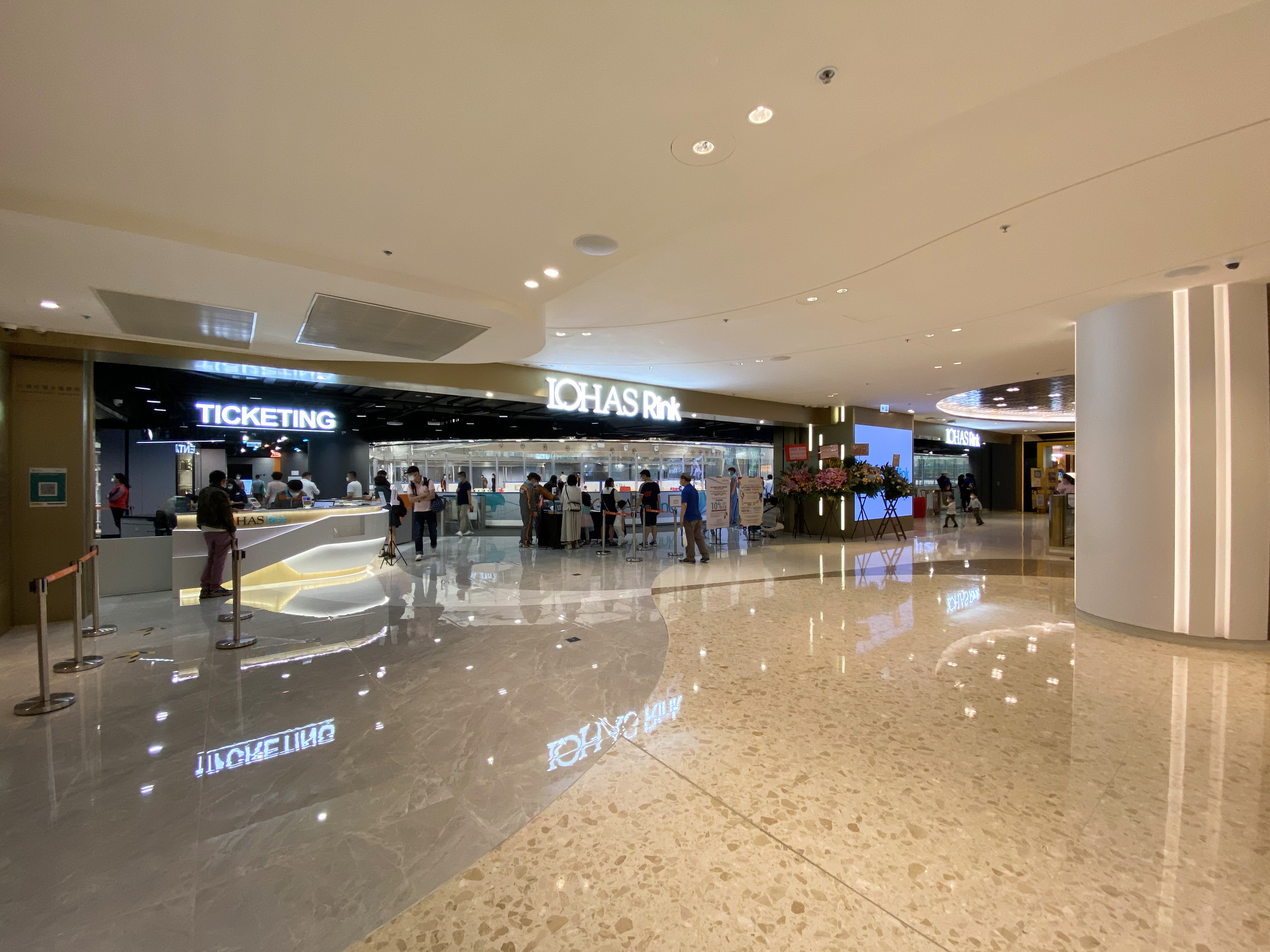
溜冰場入口
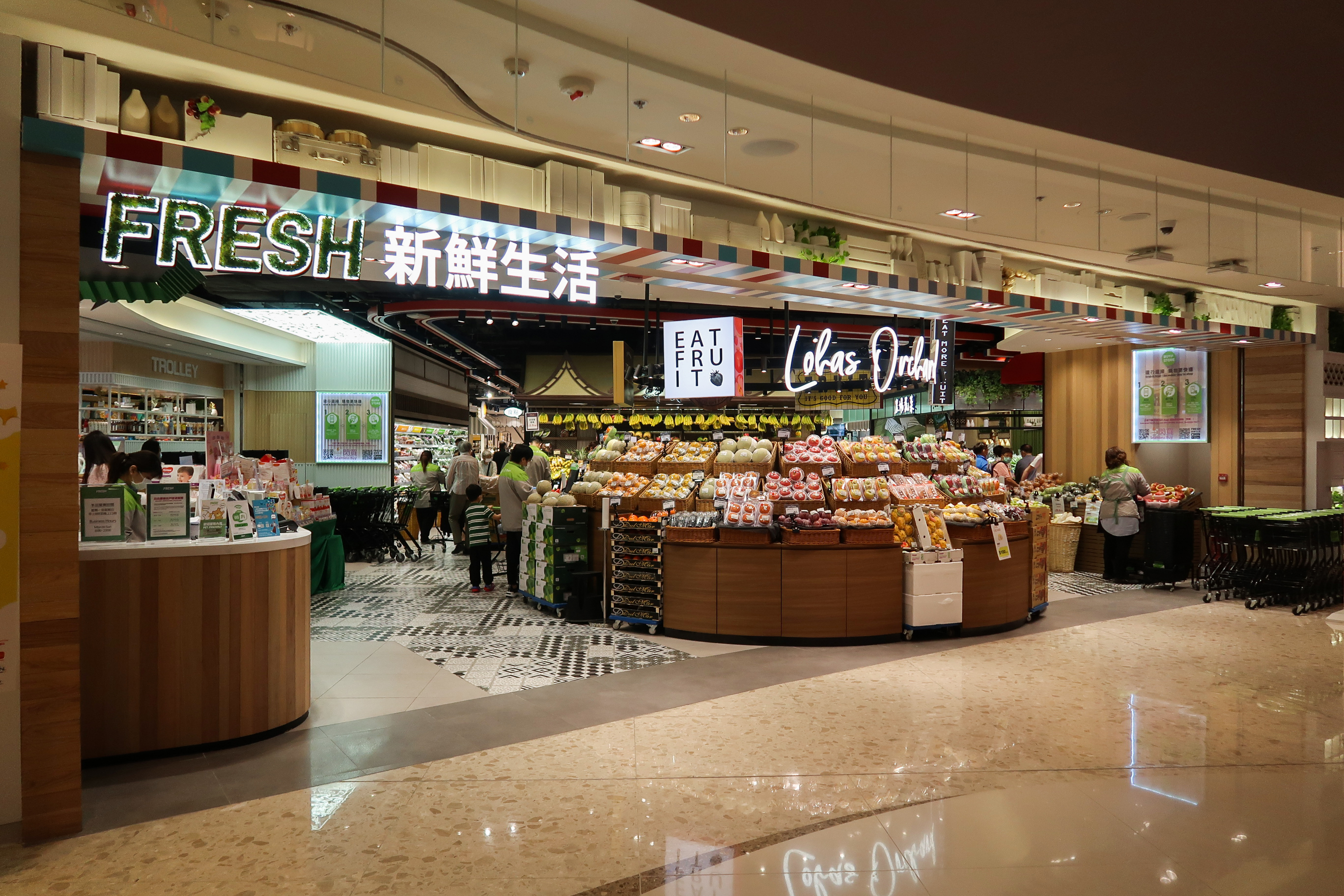
由瑪雷有限公司營運的FRESH 超級市場
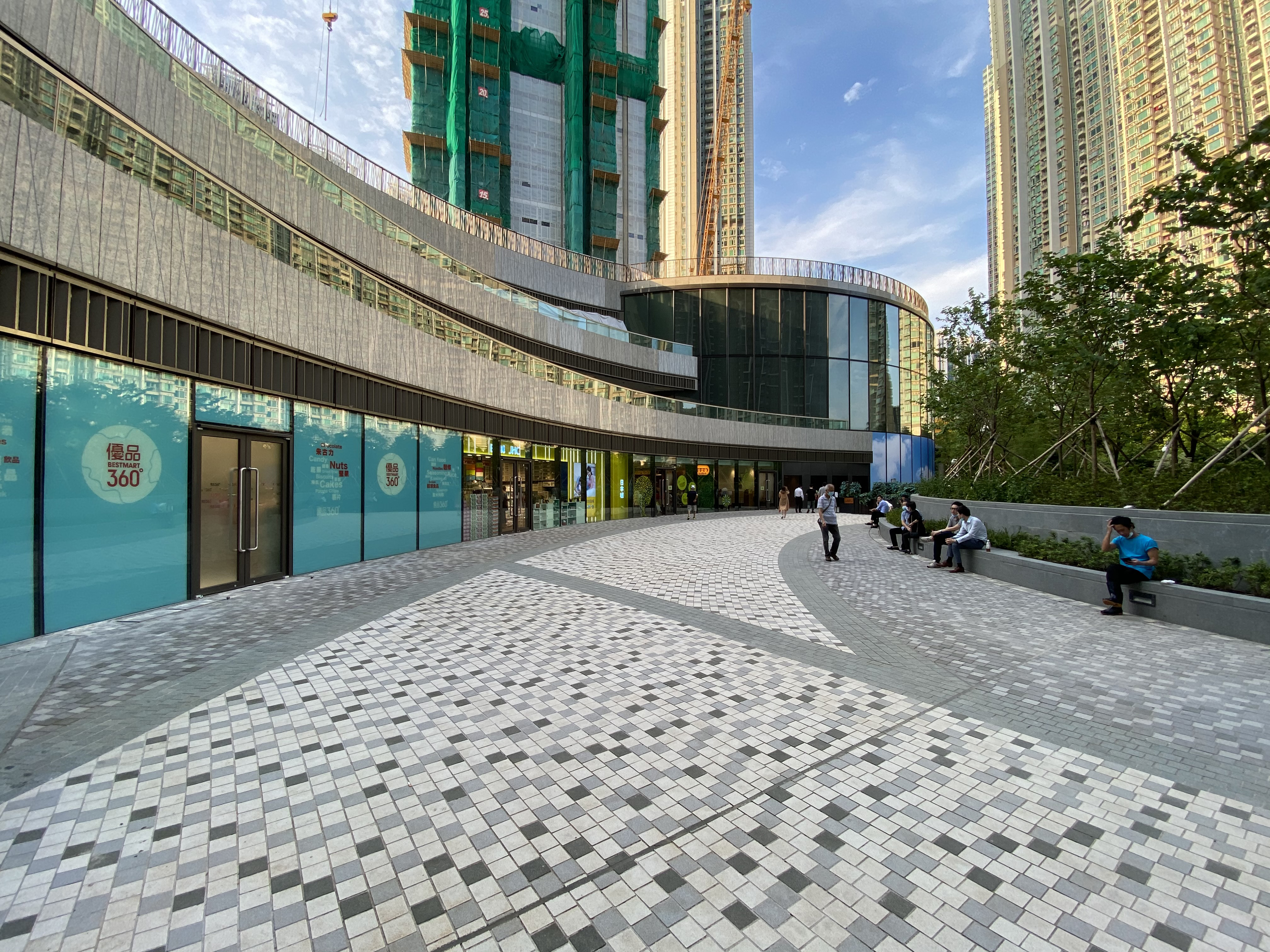
位於2樓的露天廣場
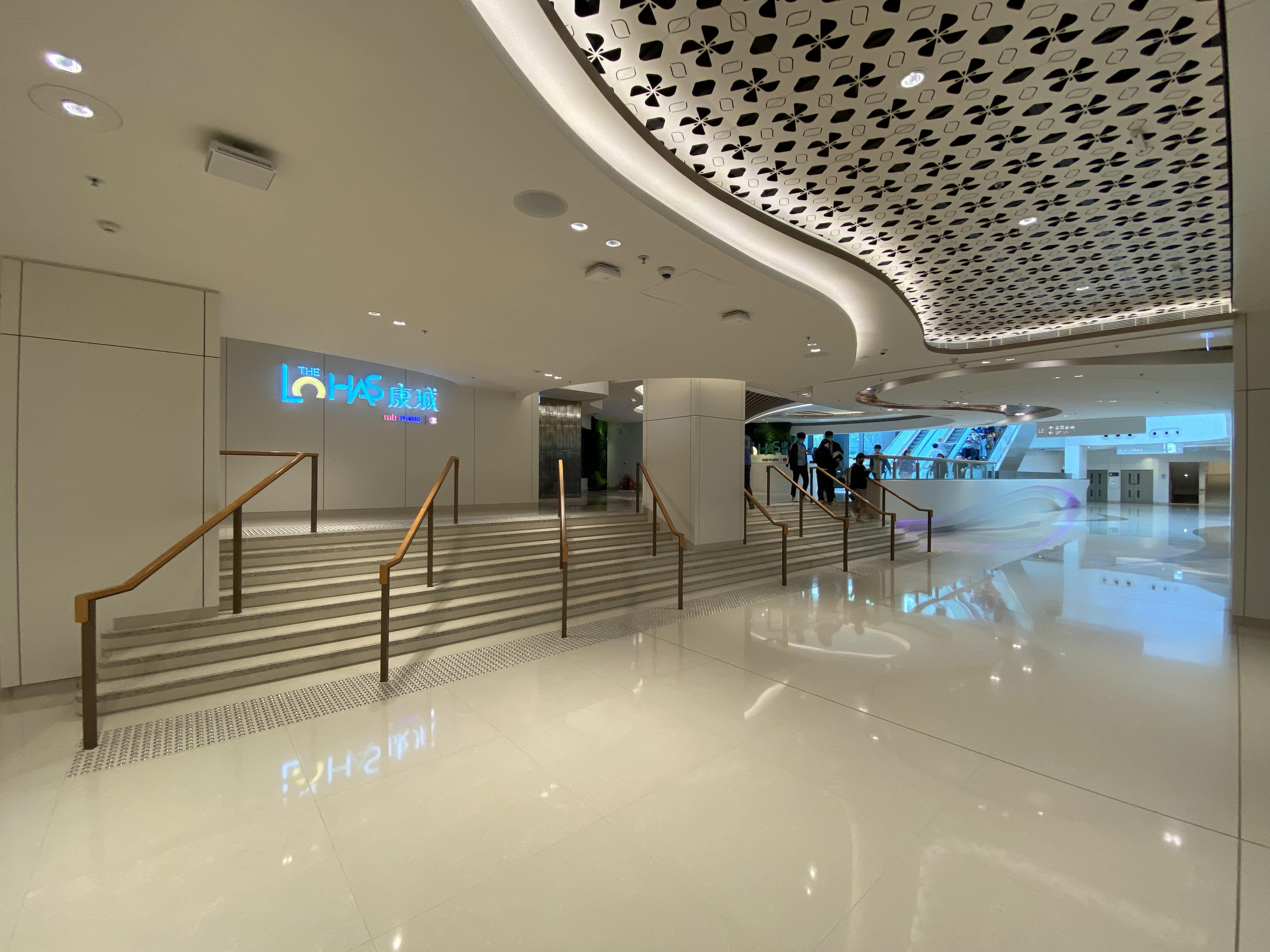
2樓北翼空間

### L3：百貨公司、文創市集

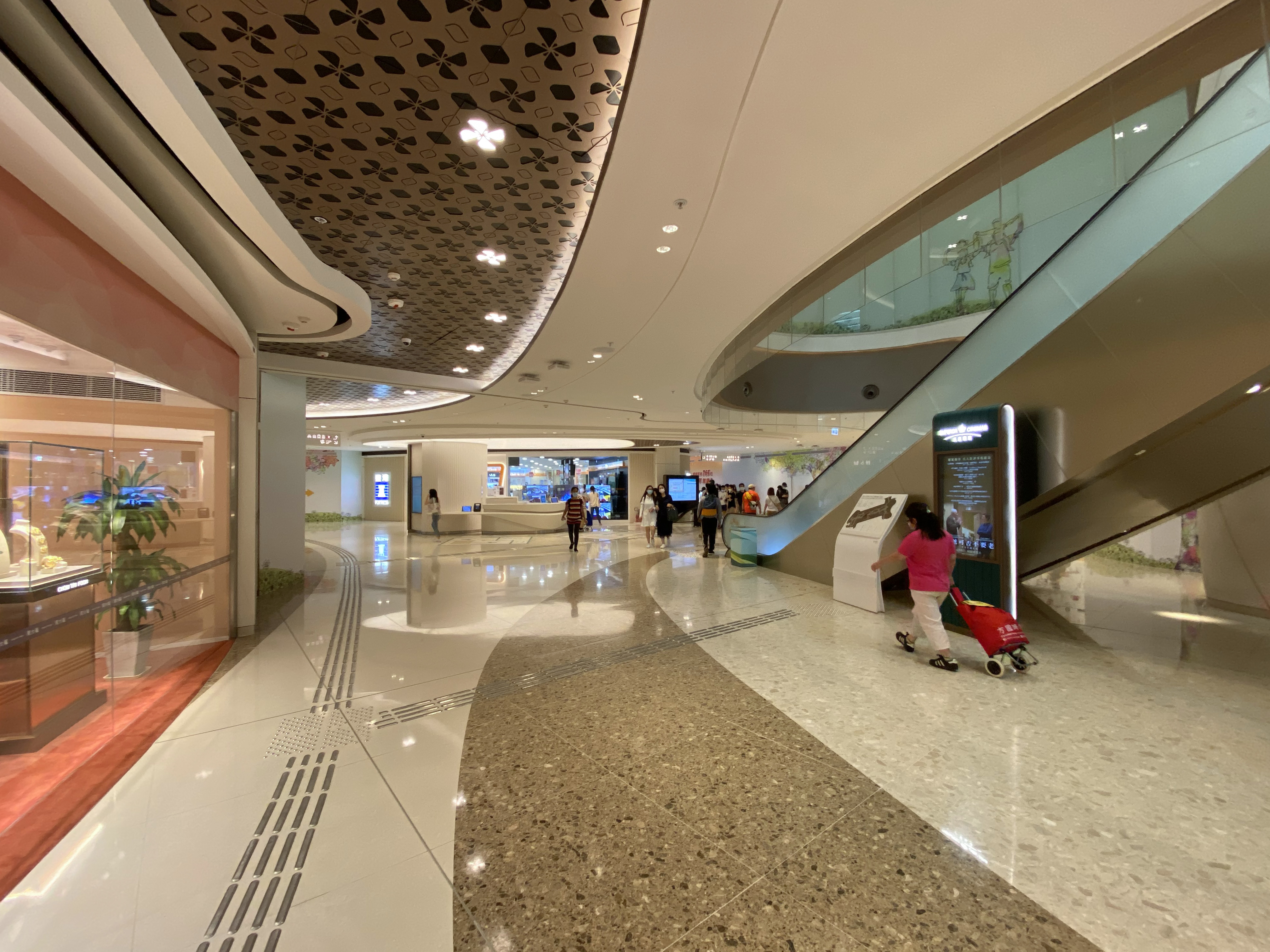
位於3樓的顧客服務中心櫃檯

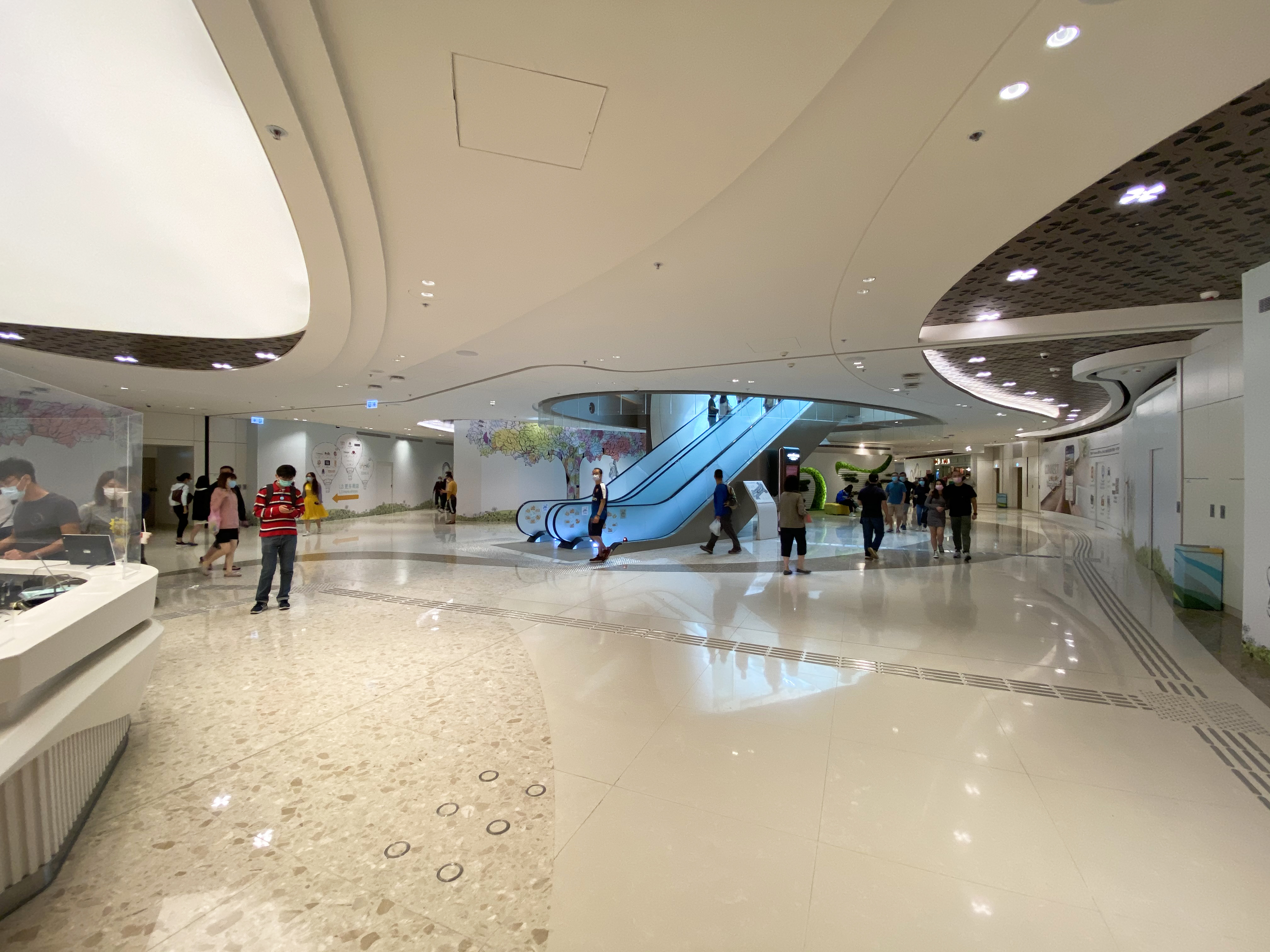
3樓通道

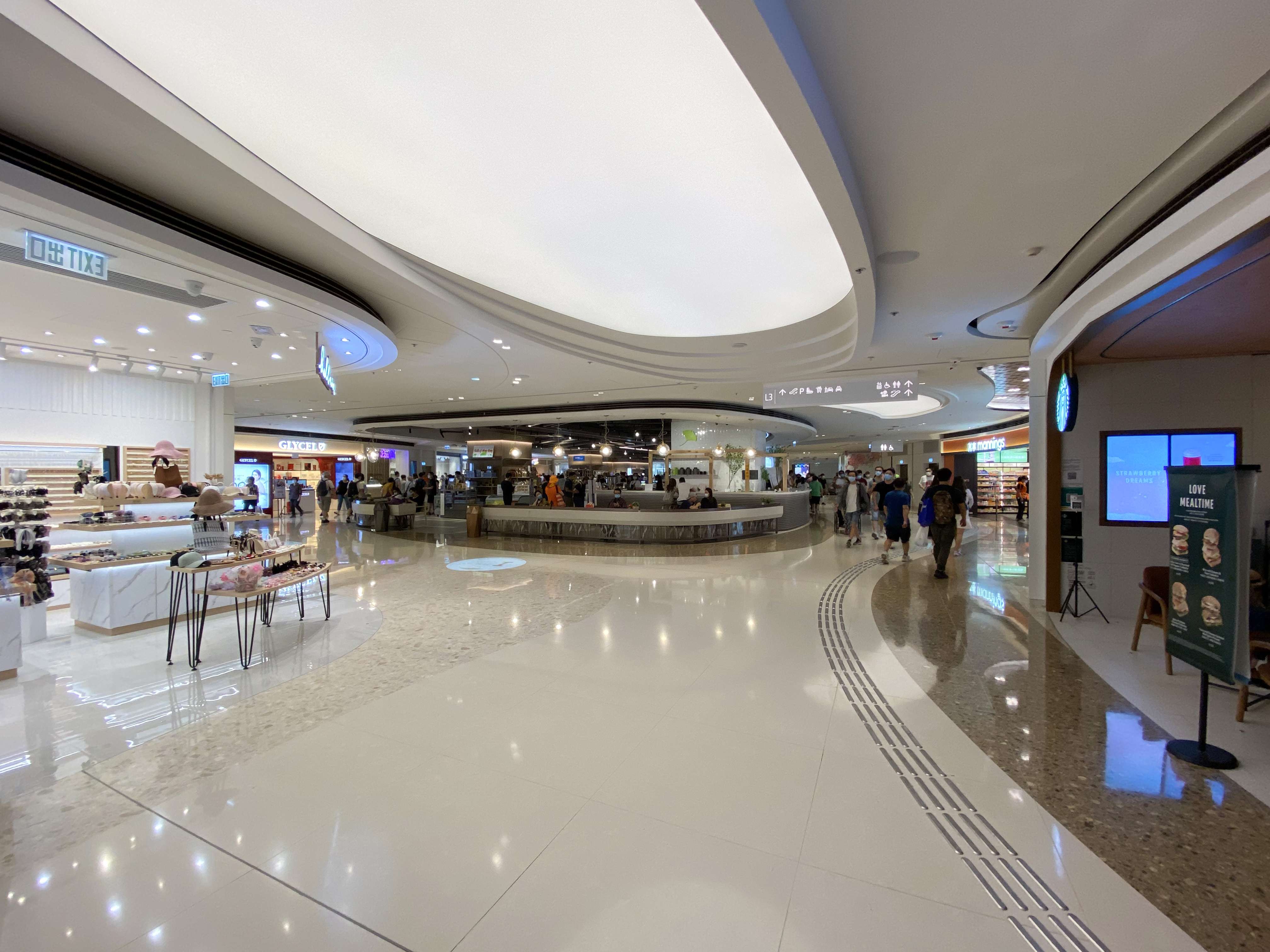
位於3樓的文創市集The LOHAS Collect B區

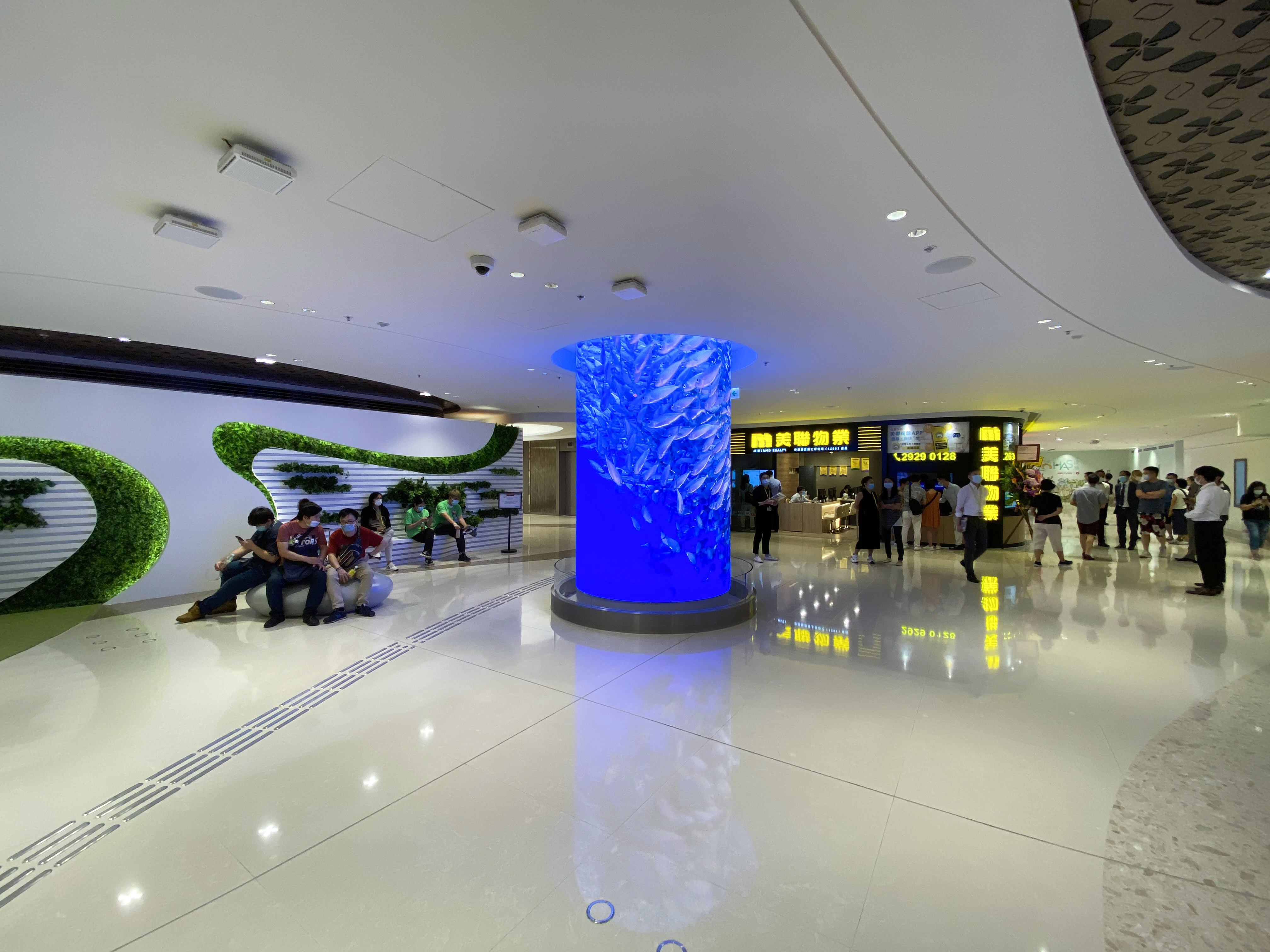
位於3樓的地產代理和播放海洋環境的LED柱

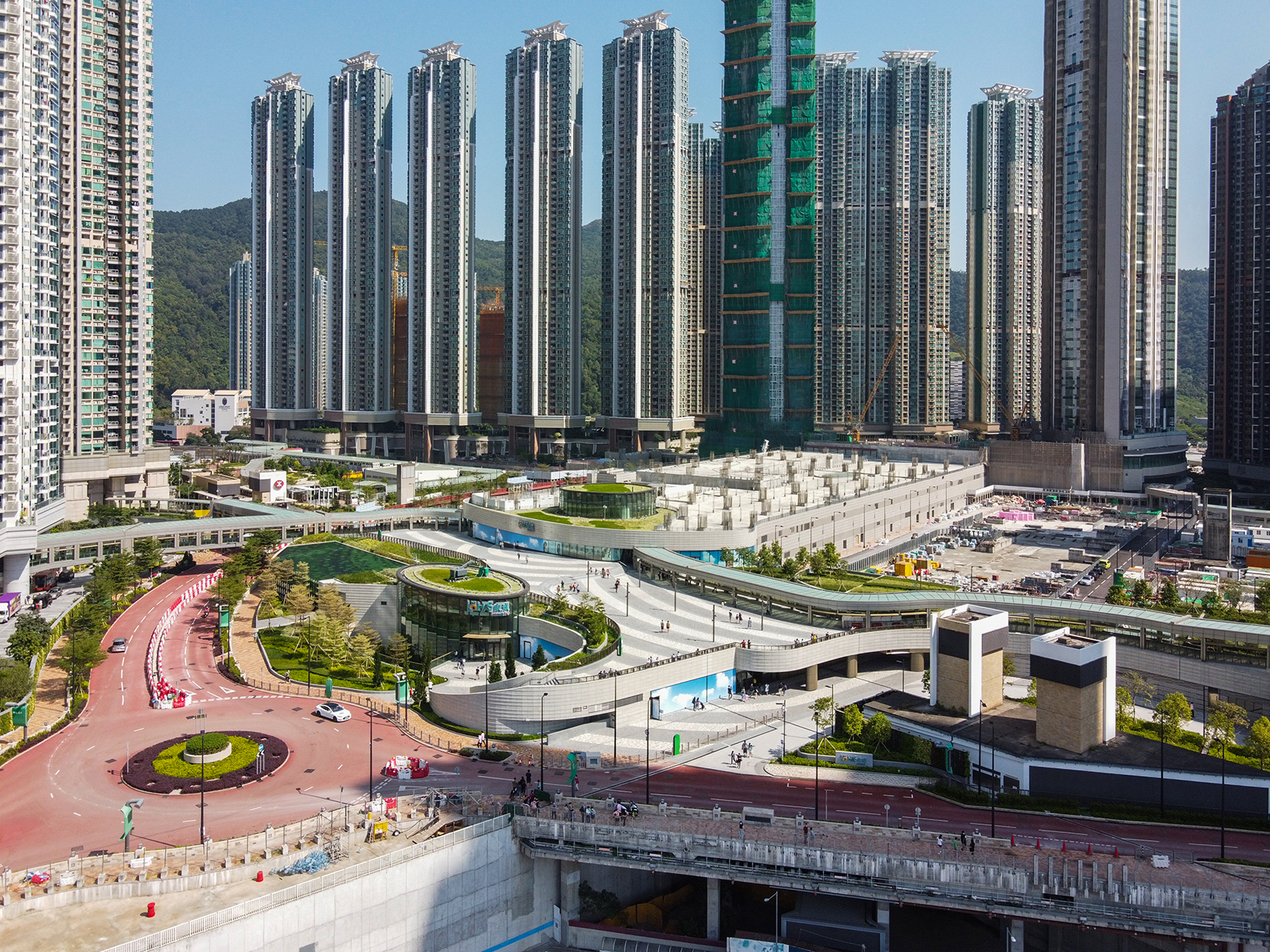
位於3樓的入口以及4樓戶外空間可舉辦大型活動及音樂表演，在第13期興建前，暫時可以遠眺將軍澳一帶海景

3樓是面積最大的一層，而商場北面部分亦引入一批包括時裝、化妝品在內的商戶，不過港鐵在2020年3月指因應疫情，這些商戶將暫緩甚至擱置進駐的計劃；中間部分設有商場內最大的中庭，可供舉辦大型活動使用；而南面位置有多家食肆，設有露天餐飲區。
3樓設有14間餐廳，包括多間進入香港市場的食肆以及多間連鎖餐廳；另有一批餐廳未公布消息，據知在2021年內將有更多餐廳進駐商場3樓：
- 山一 YAMAICHI：日本居酒屋，享有溜冰場景色
- Jade Leaf Vietnamese Cuisine 玉葉越式料理：越南餐廳，香港第一家分店
- A HAYA 亞泰：泰國餐廳，香港第一家分店
- 京滬佳餚：新派中式酒吧餐廳，主打北京菜及上海菜，室內外用餐區域合共4,000平方呎，享有溜冰場景色，為該品牌第一家分店
- 陳勤記1948：提供潮州菜，上環舊址於2020年4月1日結業，半年後進駐
- The Point Kitchen：意大利海鮮、薄餅及意粉餐廳
- 牛氣：日本連鎖Shabu Shabu火鍋放題餐廳
- CACAO SAMPAKA: 西班牙朱古力店，香港第二家分店
- Aburi-EN 炙・宴：北海道燒肉及和牛餐廳
- 麵屋武藏‧武骨外伝：日本連鎖拉麵及沾麵店
- 上林茶舍 Green Ginkgo Tea：日本手沖茶吧
- 敏華冰廳：連鎖港式茶餐廳
- Ricky's Spicy Kitchen 祥仔辣辣：The Food Story旗下新派川菜館，為該品牌第三家分店
- Milksha：台灣手沖茶吧，香港第一家分店
- Artista Perfetto：來自台灣的意大利咖啡店，香港第一家分店
- Starbucks Bake-In：美心集團旗下的美國連鎖咖啡店，香港首間Bake-In概念店，全店以玫瑰金色設計

3樓的零售商戶包括珠寶店周大福（臨時店）、Bellain Accessories、Double Step、Faith、護膚店Glycel、美甲服務店Lisa Nail、迪軒眼鏡、Okashi Galleria 零食物語、*JVG和豐澤電器。同層鄰近地產代理的位置亦設有日本永旺百貨旗下生活百貨公司MONO MONO（ものもの），佔地約12,000平方呎，以綠色生活為主題，主要售賣來自日本及世界各地的貴價食材、零食、日本家品和美妝等產品，已於2021年1月開業。鄰近屋苑和溜冰場一帶設有多家在首階段開業的民生服務租戶，包括日本速剪髮廊「Pure Cut」、便利店「Circle K」、日式餅店「Hanjuku Kobo」、兩間西醫診所、中國人壽及兩間地產代理店。其中美聯物業以100萬元月租承租、呎租超過1,600元，成為香港最貴（以呎租計）的地產代理店。
而通往港鐵站的範圍設數間蔘茸藥材店和甜品店。包括Cacao Sampaka、Châteraisé、美心旗下的東海堂、Italian Tomato、英王麵包店、余仁生、仁御堂和兩間中醫診所等。
另外，3樓亦設有佔地近1萬方呎的文創市集「THE LOHAS Collect」。
3樓可通往日出康城的多處住宅，包括位於商場上蓋第7期MONTARA的住客大堂，以及設有蓋行人通道前往第1期首都、第2期領都、將軍澳南海濱長廊、動感公園、康城社區會堂、康城青年空間、石角路地區（峻瀅、峻瀅II以及思貝禮國際學校）。

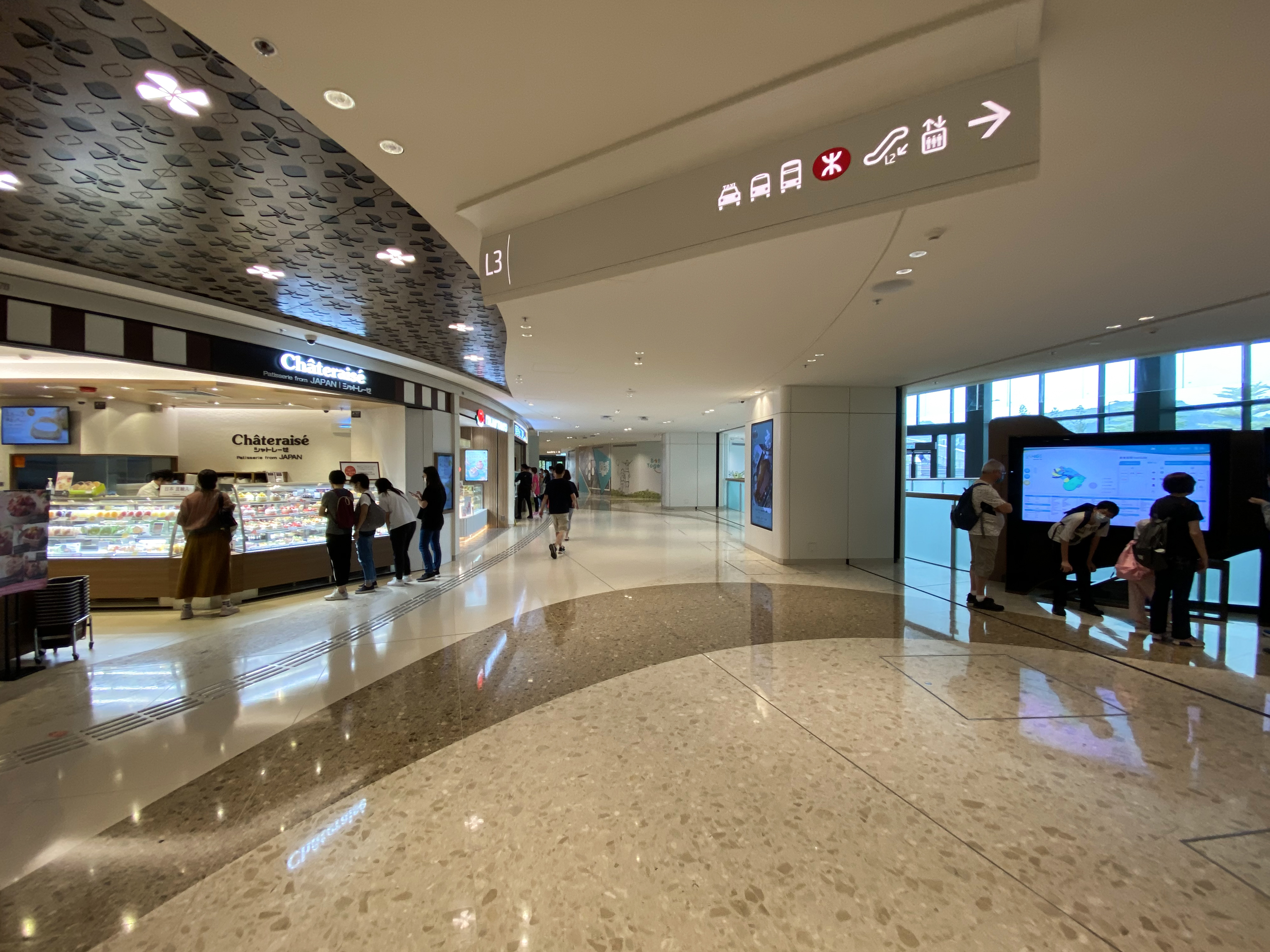
3樓近港鐵站的範圍設數間蛋糕店
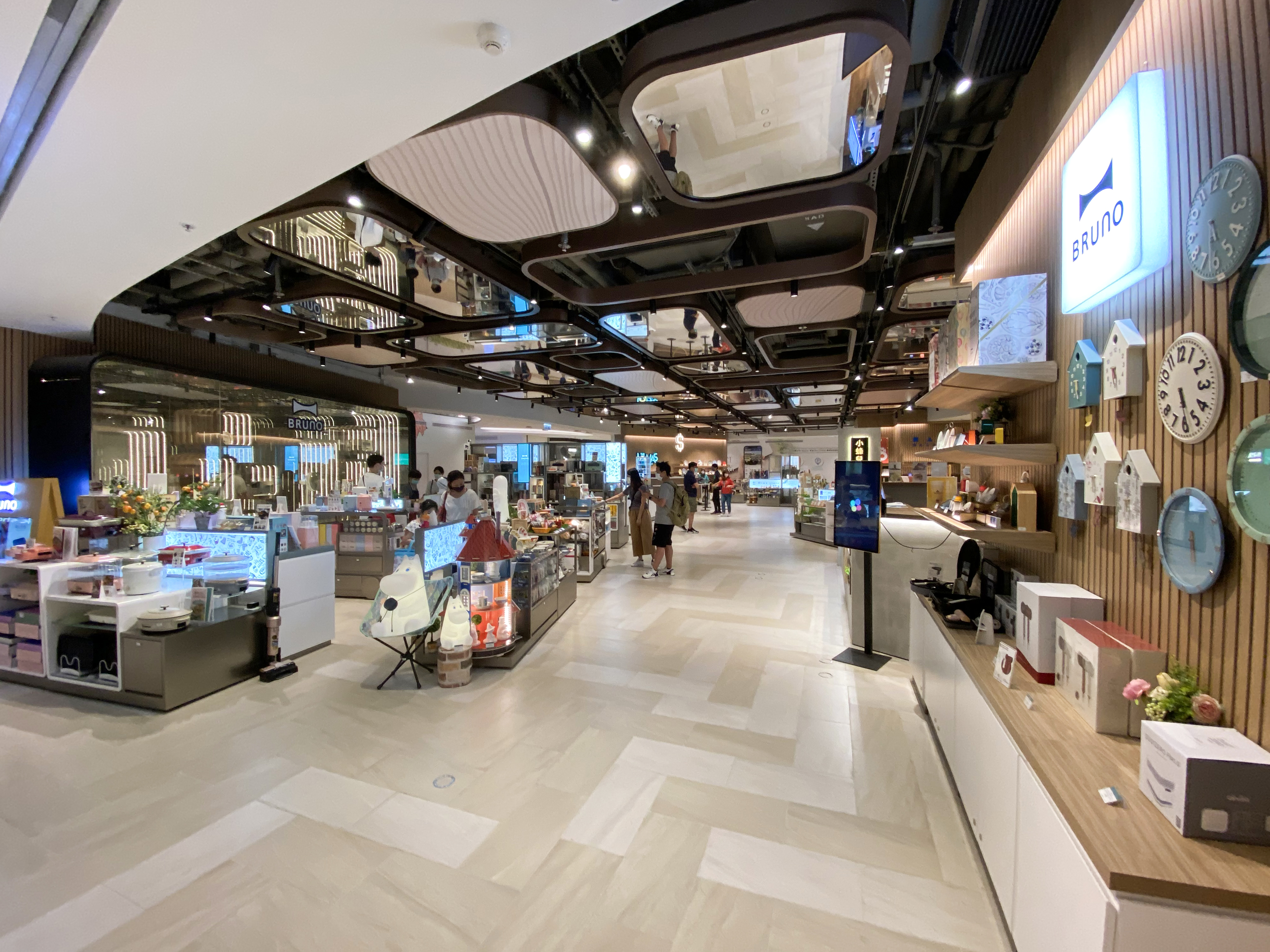
THE LOHAS Collect A區
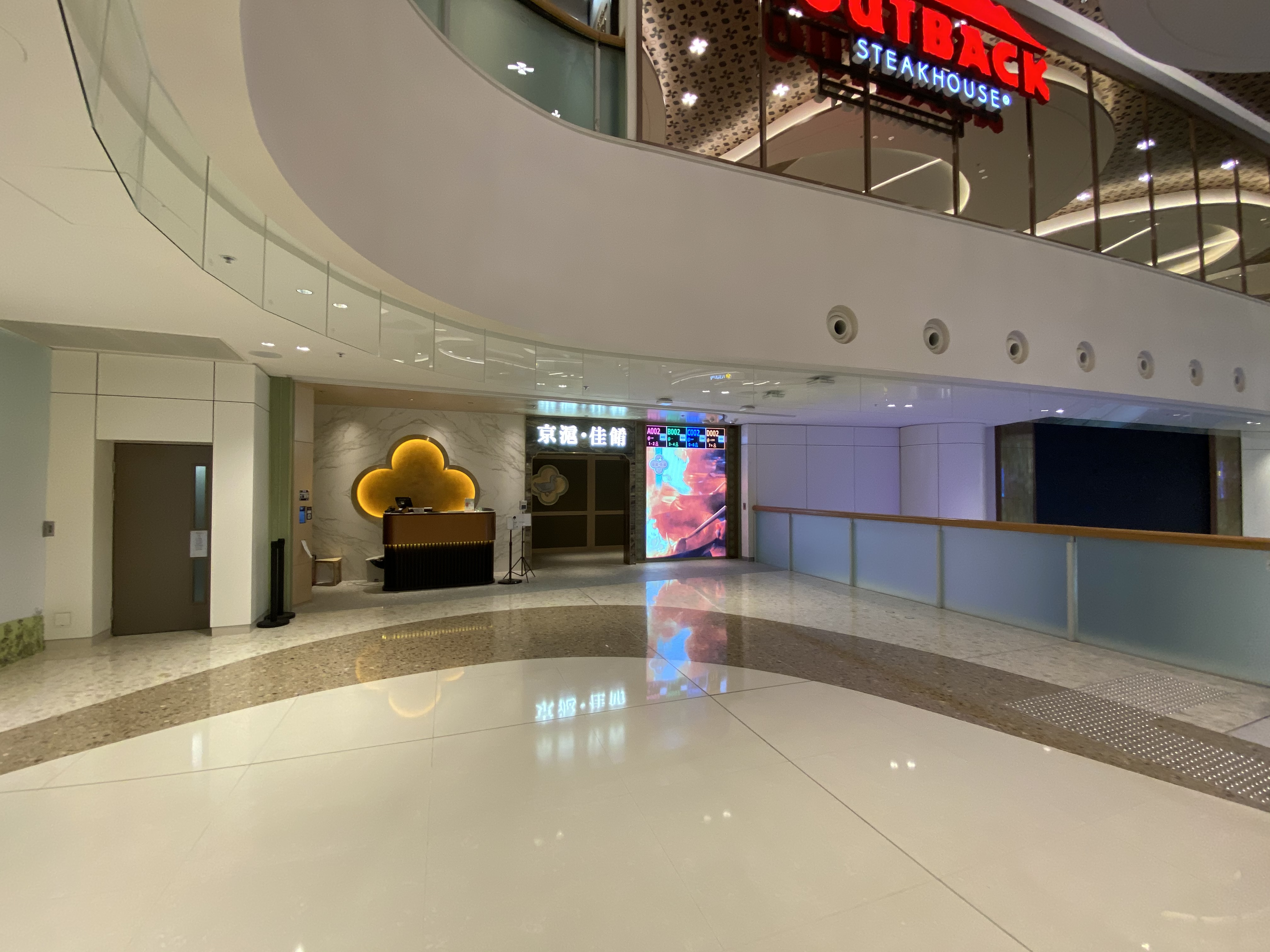
位於3樓的京滬佳餚中式酒吧餐廳
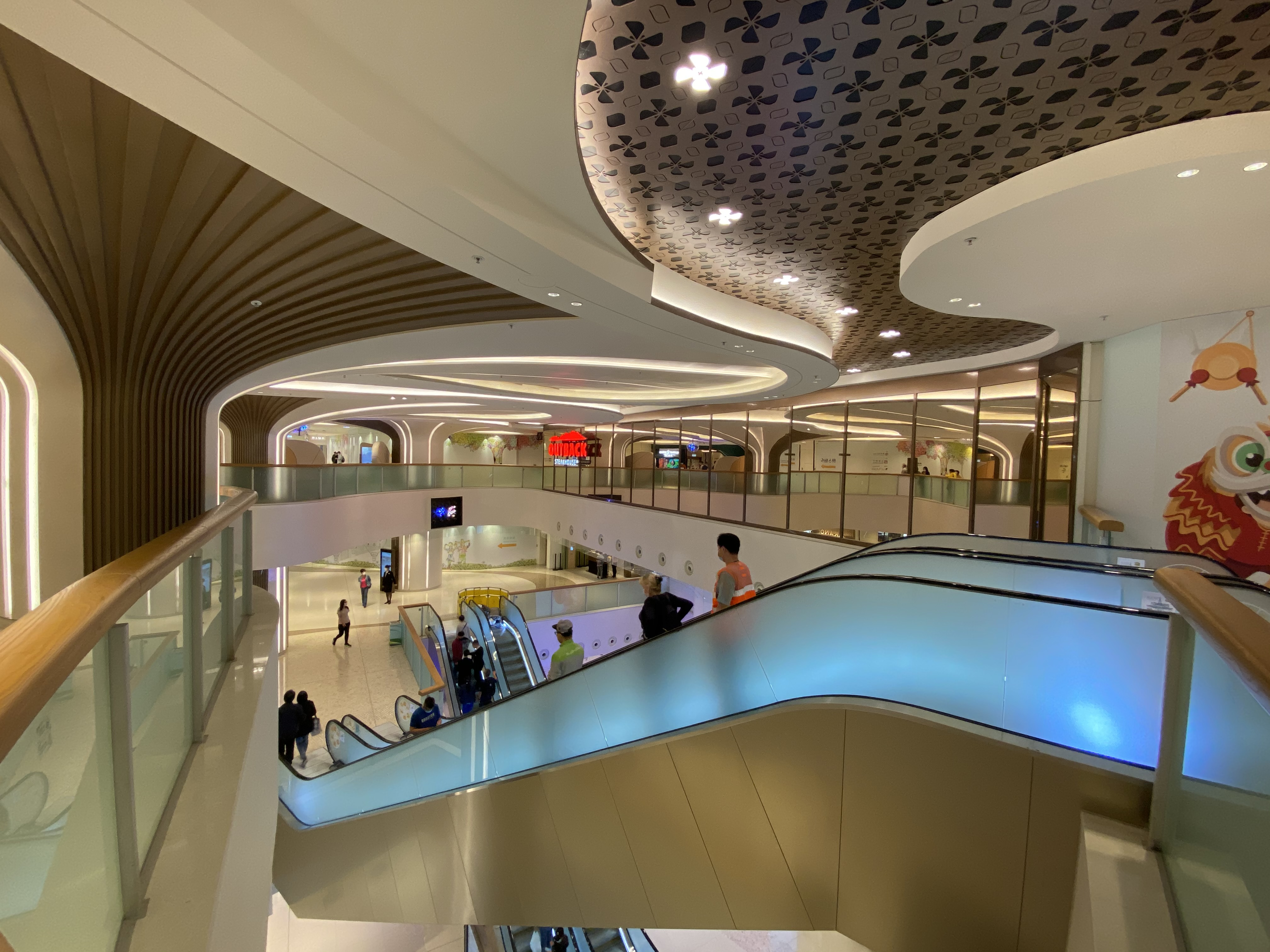
連接3-4樓的中庭扶手電梯

### L4：戲院、日本親子室內樂園、酒吧、戶外空間

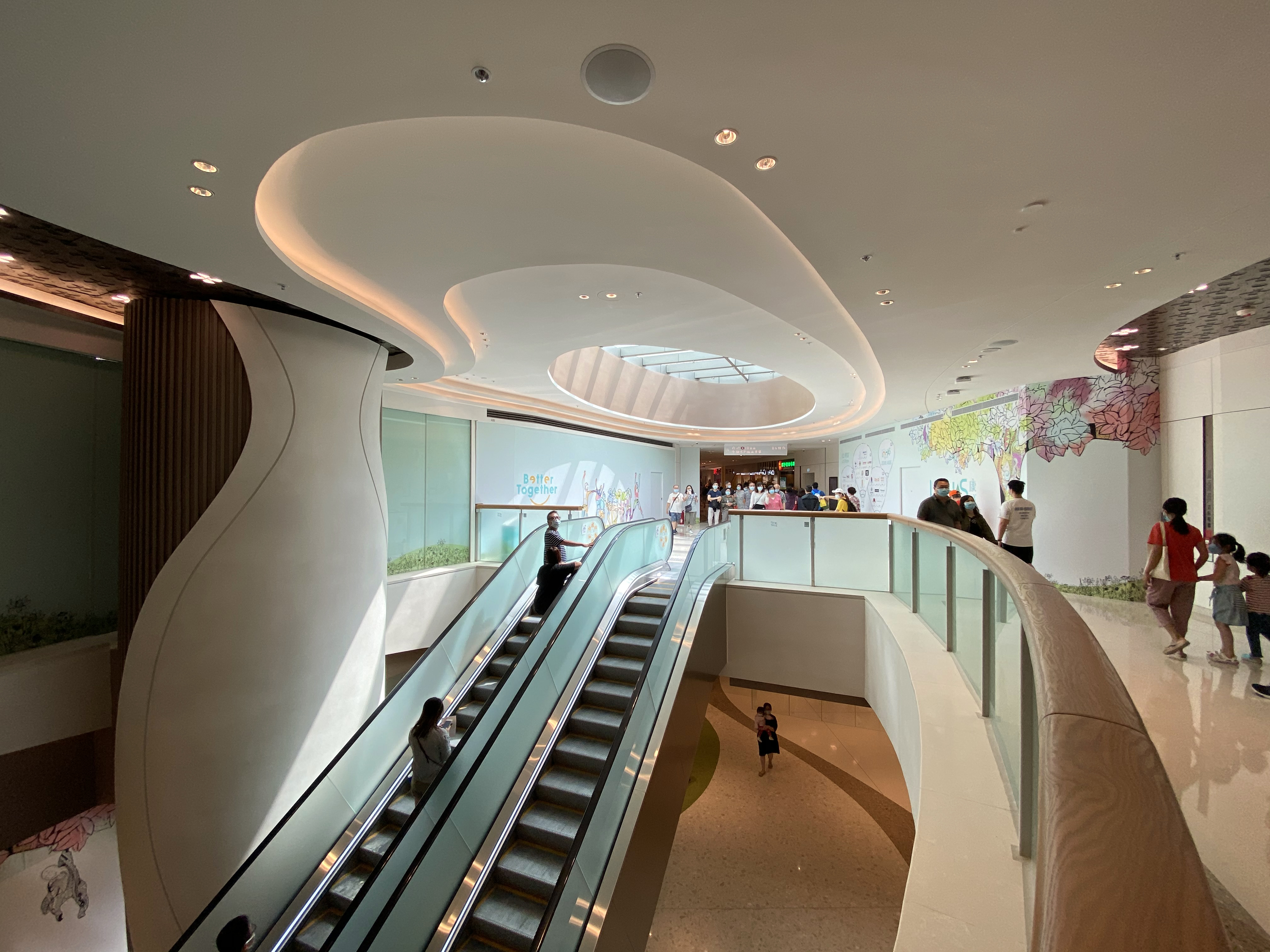
4樓天幕

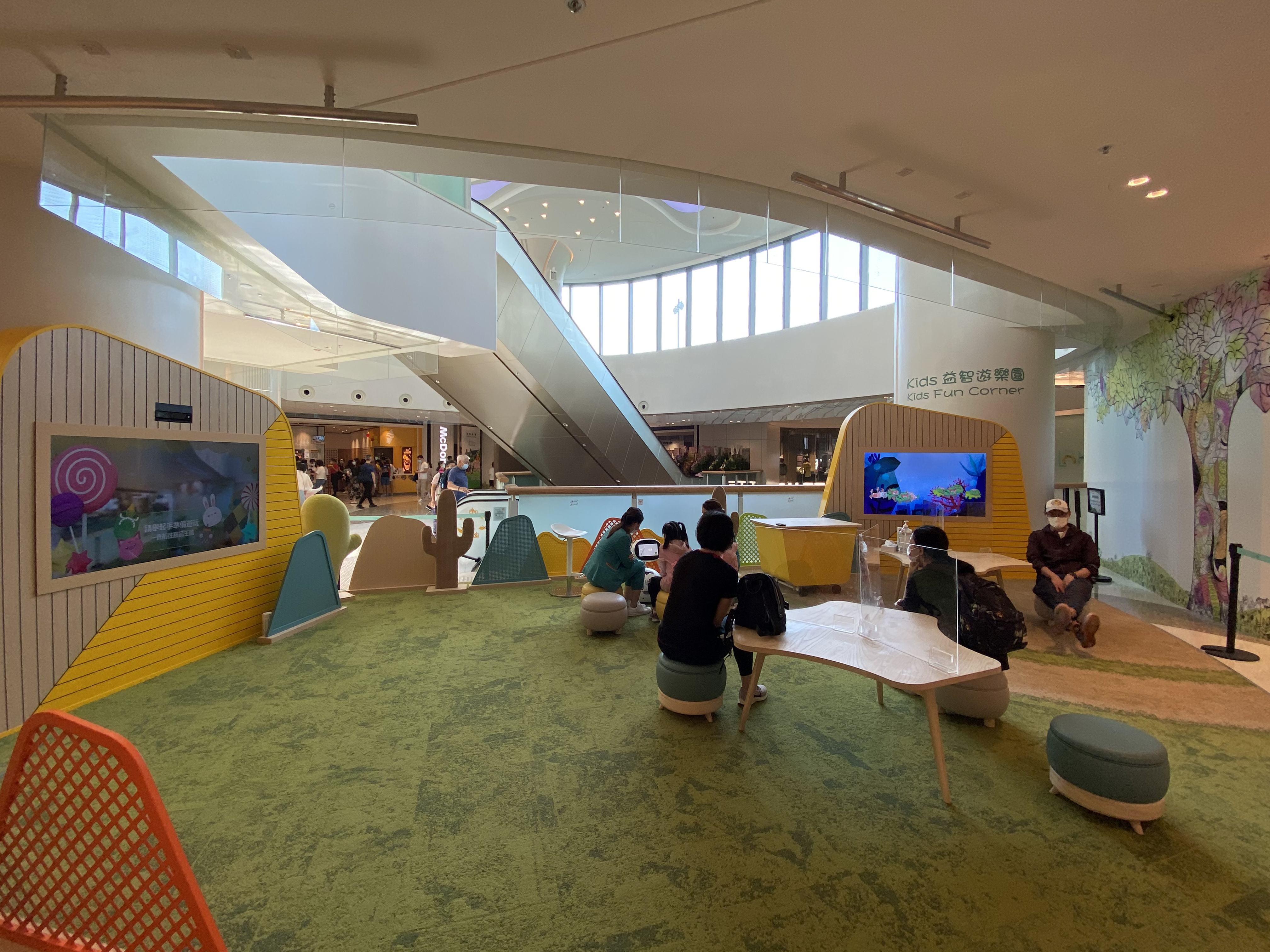
位於4樓的「Kids益智遊樂園」，該處設有「數碼美術區」及「AR收集糖果遊戲」兩款互動遊戲

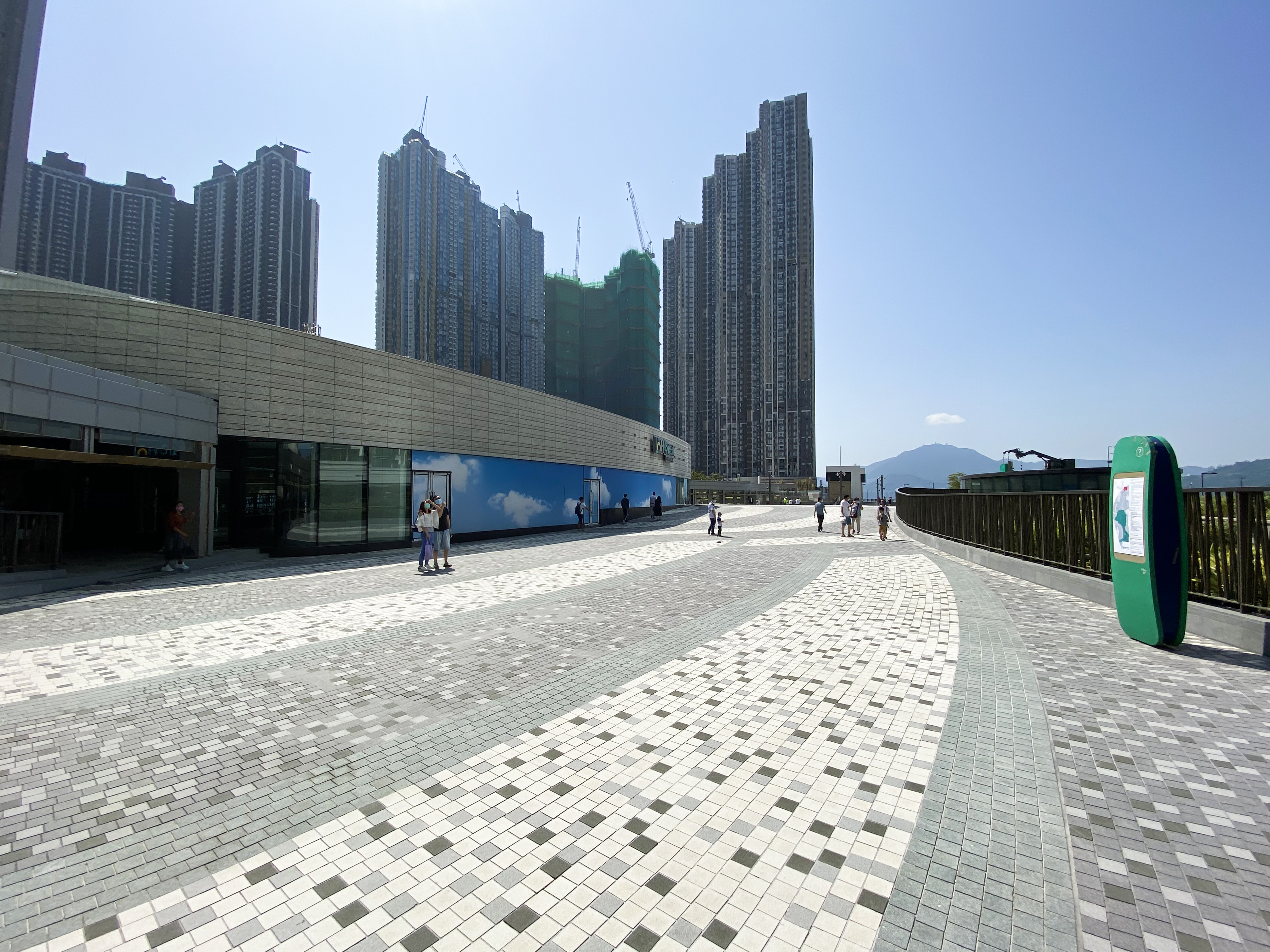
4樓戶外空間

商場4樓部分商店仍然空置中，目前主要以生活用品商店為主，包括3間床褥店、家居用品和裝修物料店Home Mart、Q-PETS、柏斯琴行、梳化店Italo Moda、美髮用品店、Palette by Hair One髮廊和美亞文具等。同層近戲院位置亦設有中國銀行及大新銀行。
其餘部分規劃作多個大型娛樂設施，包括佔地超過33,000平方呎，設6個影廳共883個座位的英皇戲院；面積超過10,000平方呎、香港規模最大的BANDAI NAMCO；佔地約5,000呎，東京親子室內遊樂場屋內冒險之島DOCODOCO全球首間海外分店。商場亦設有香港賽馬會，設面積約4,000呎的場外投注站，於2021年5月開放
商場公共部分亦引入擴增實境技術（AR）的高科技娛樂設施，分別位於L4層北面中庭及南面中庭旁邊。而該層北面部分會設有大型露天廣場，暫未知實際用途，亦可以望向將軍澳海灣的海景。該處有行人通道前往第3期緻藍天、第5期MALIBU、第8期SEA TO SKY、第9期MARINI、第10期LP10和第11期凱柏峰。
4樓亦設有10間餐廳，包括快餐及連鎖餐廳太興、KFC、麥當勞、譚仔雲南米線及元氣壽司。其他租戶包括太興旗下的新馬菜食府“亞參雞飯”、佔地5,200呎，可以欣賞溜冰場和設有露天平台餐飲區的OUTBACK Steakhouse、2021年2月開業的Interval Coffee & Wine Bar 、2022年11月開業的樂天經典和全商場面積最大的食肆陶源‧中菜。
另有一批餐廳未公佈消息，預計在2021年底之前會有更多餐廳進駐商場4樓。

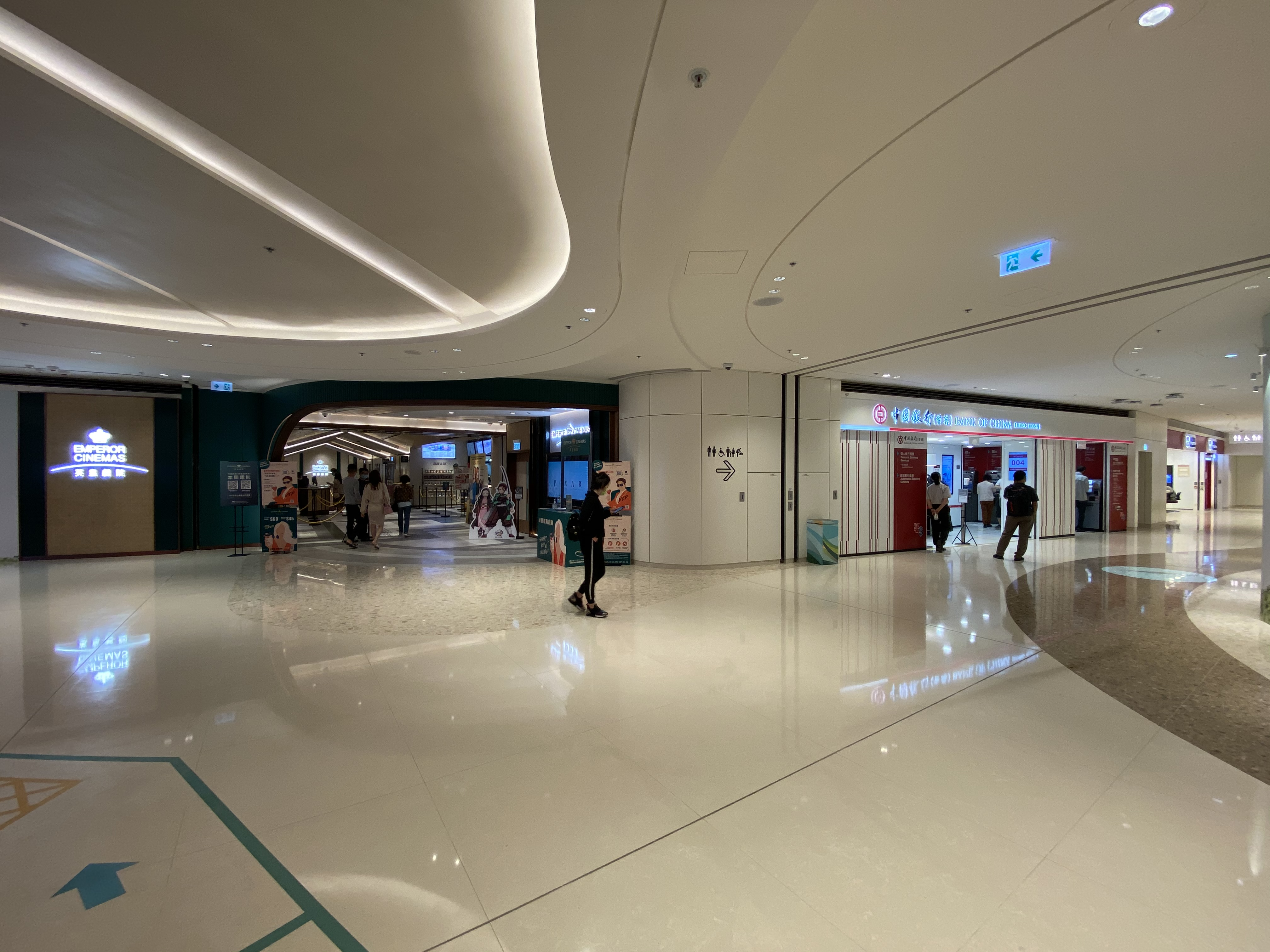
4樓戲院和銀行
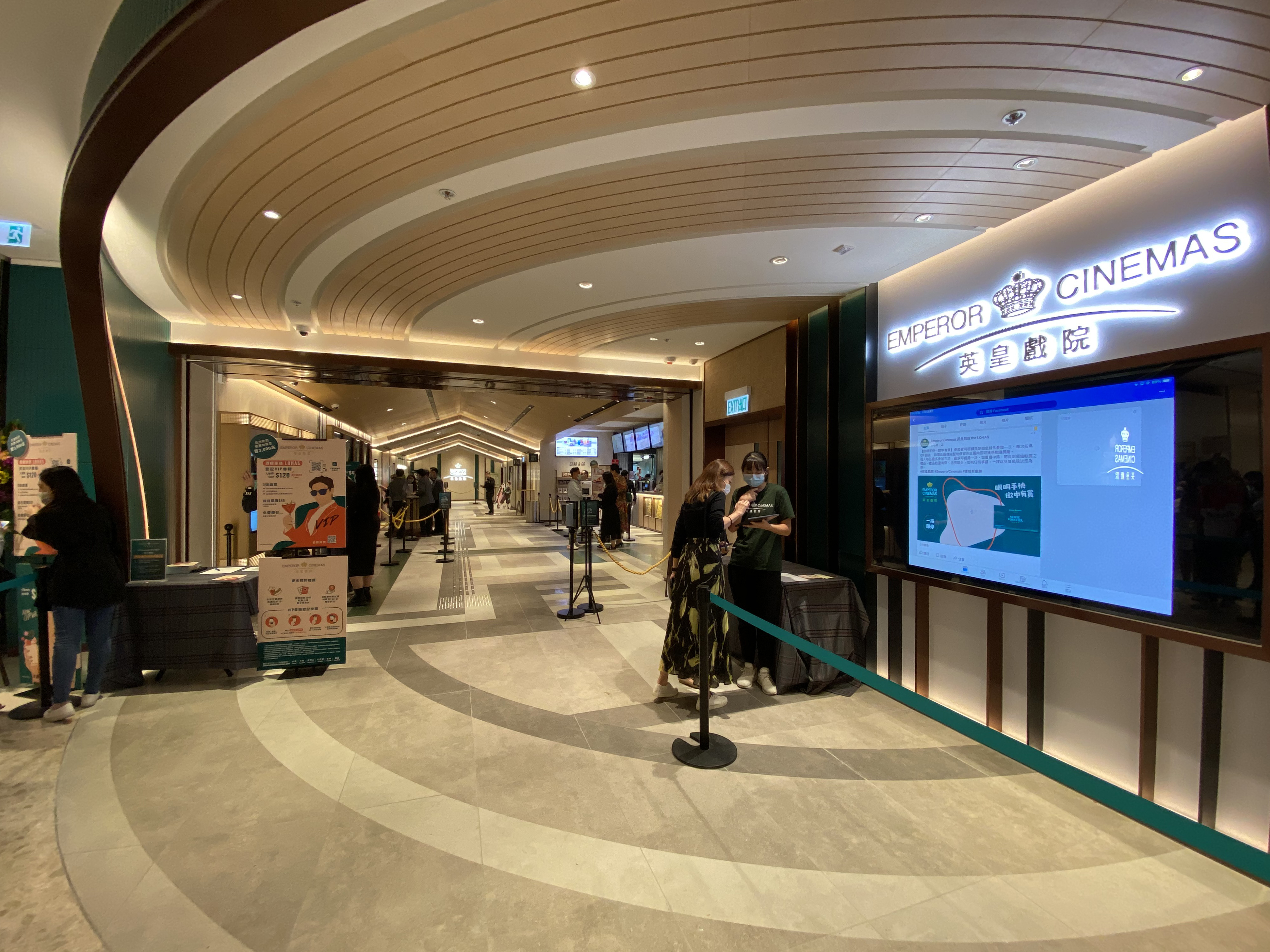
英皇戲院
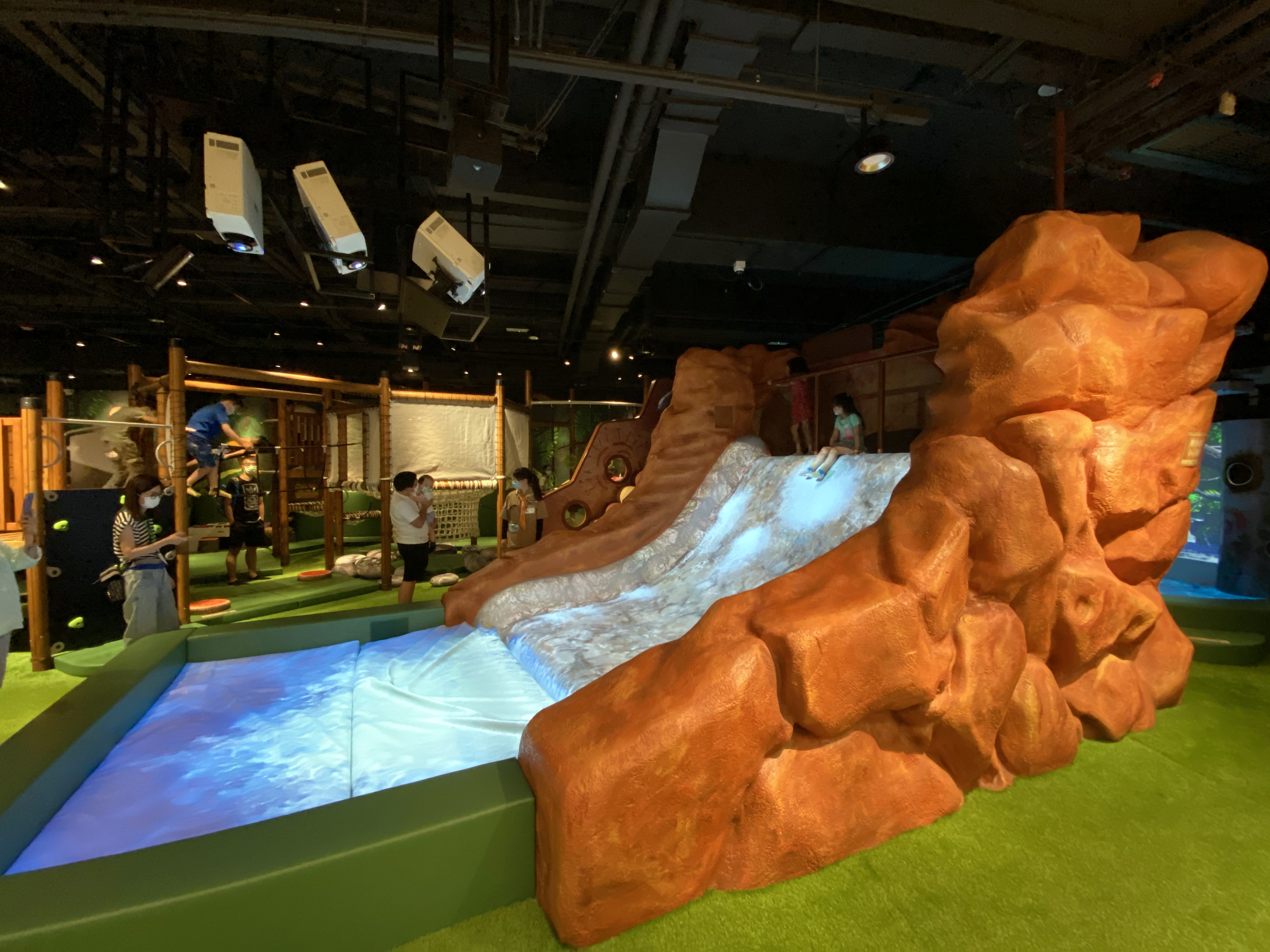
室內遊樂場屋內冒險之島DOCODOCO
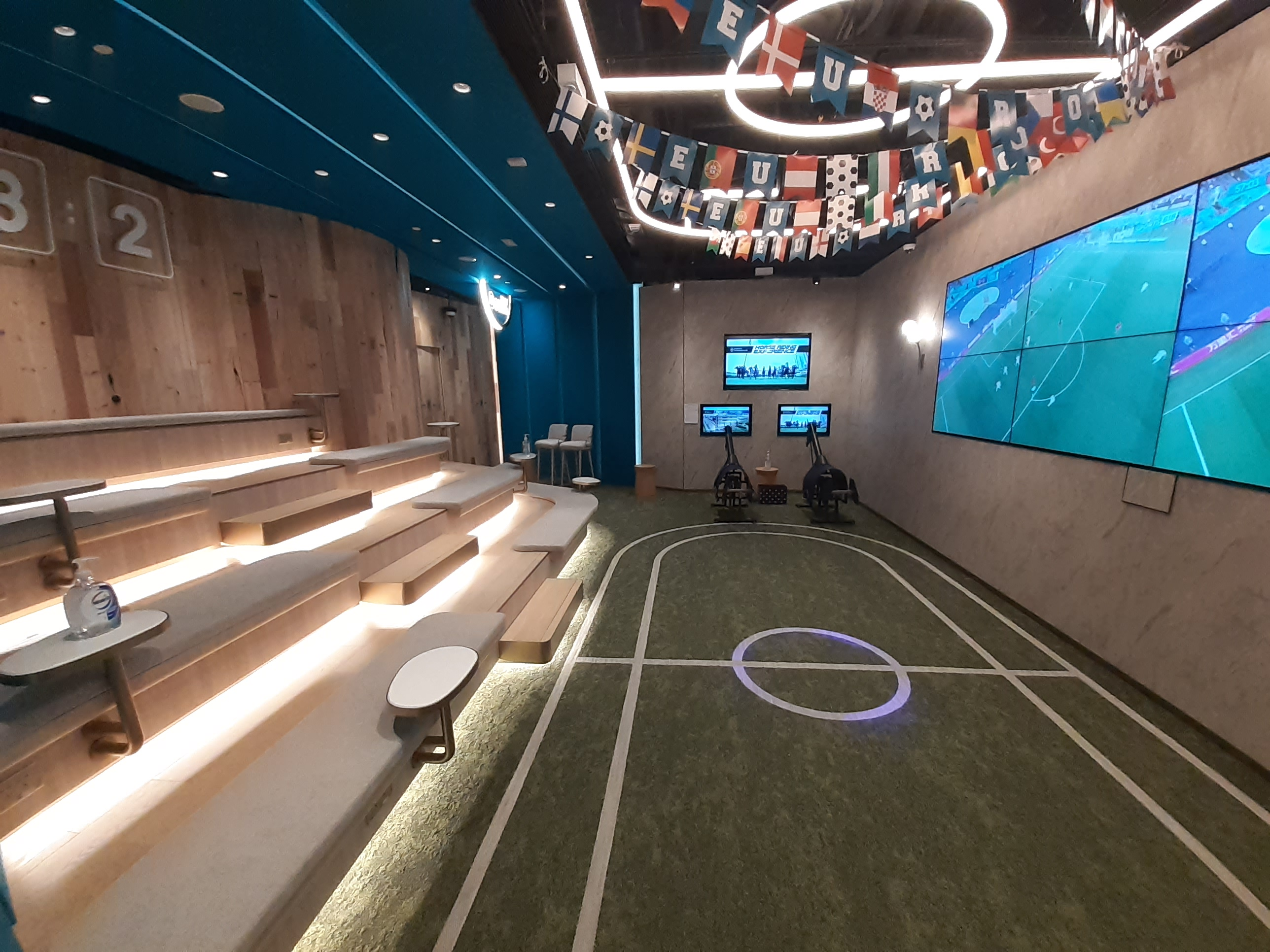
馬會投注站內的足球主題的活動專區
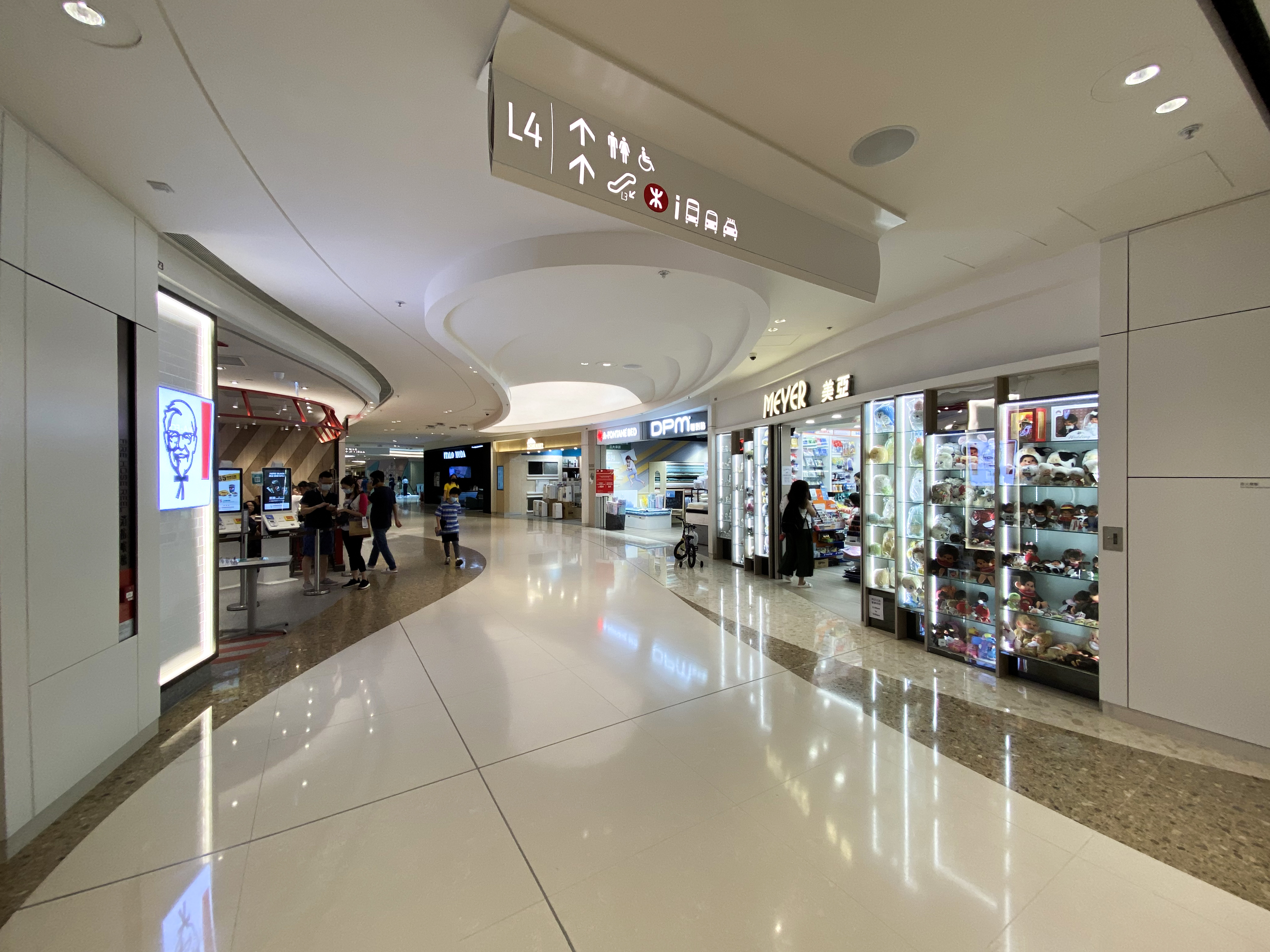
4樓設多間生活用品商店
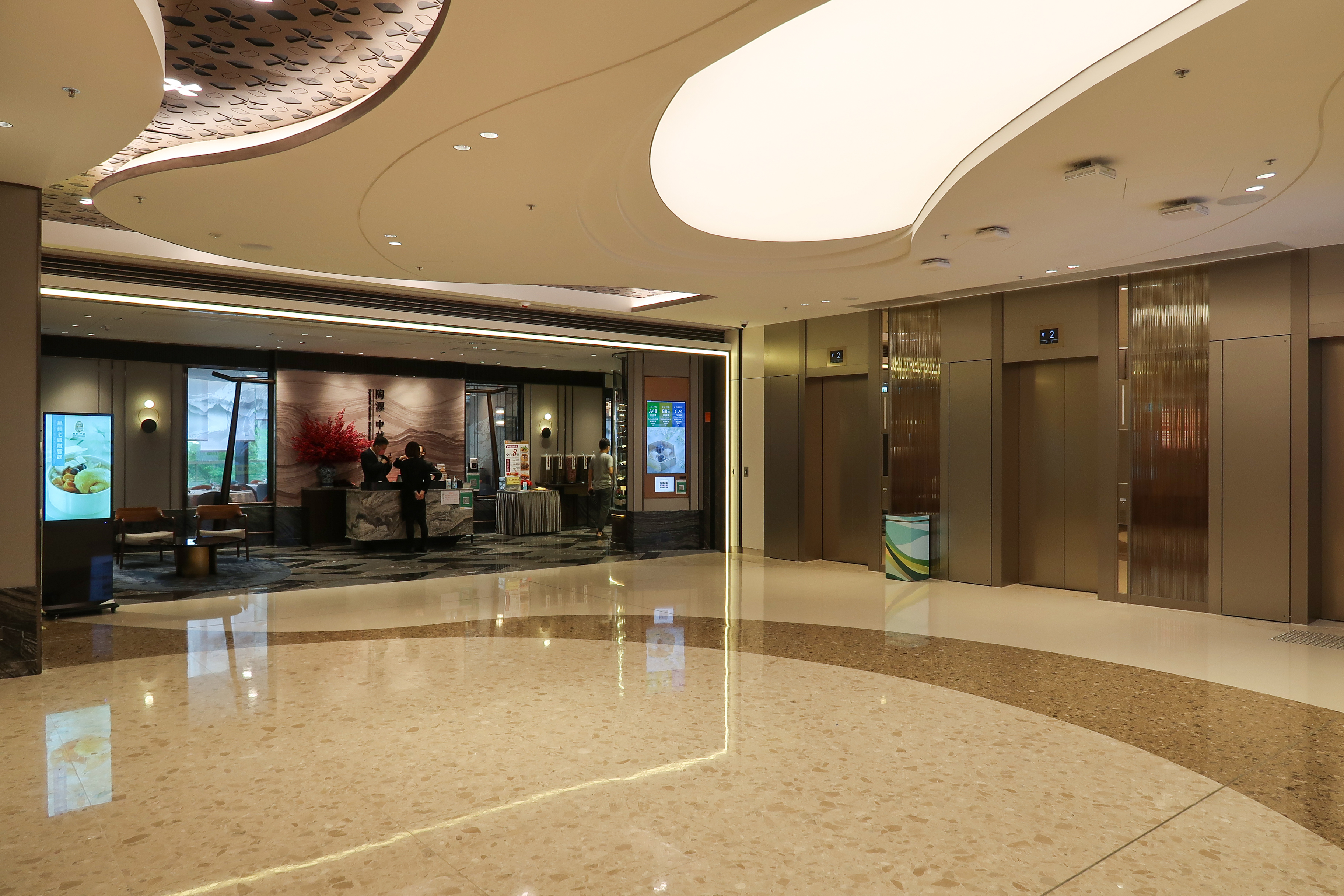
陶源‧中菜中式酒樓及鮑魚專門店，為全商場面積最大的食肆，設落地玻璃觀賞日出公園景色

## 設施

### 室內溜冰場 LOHAS Rink

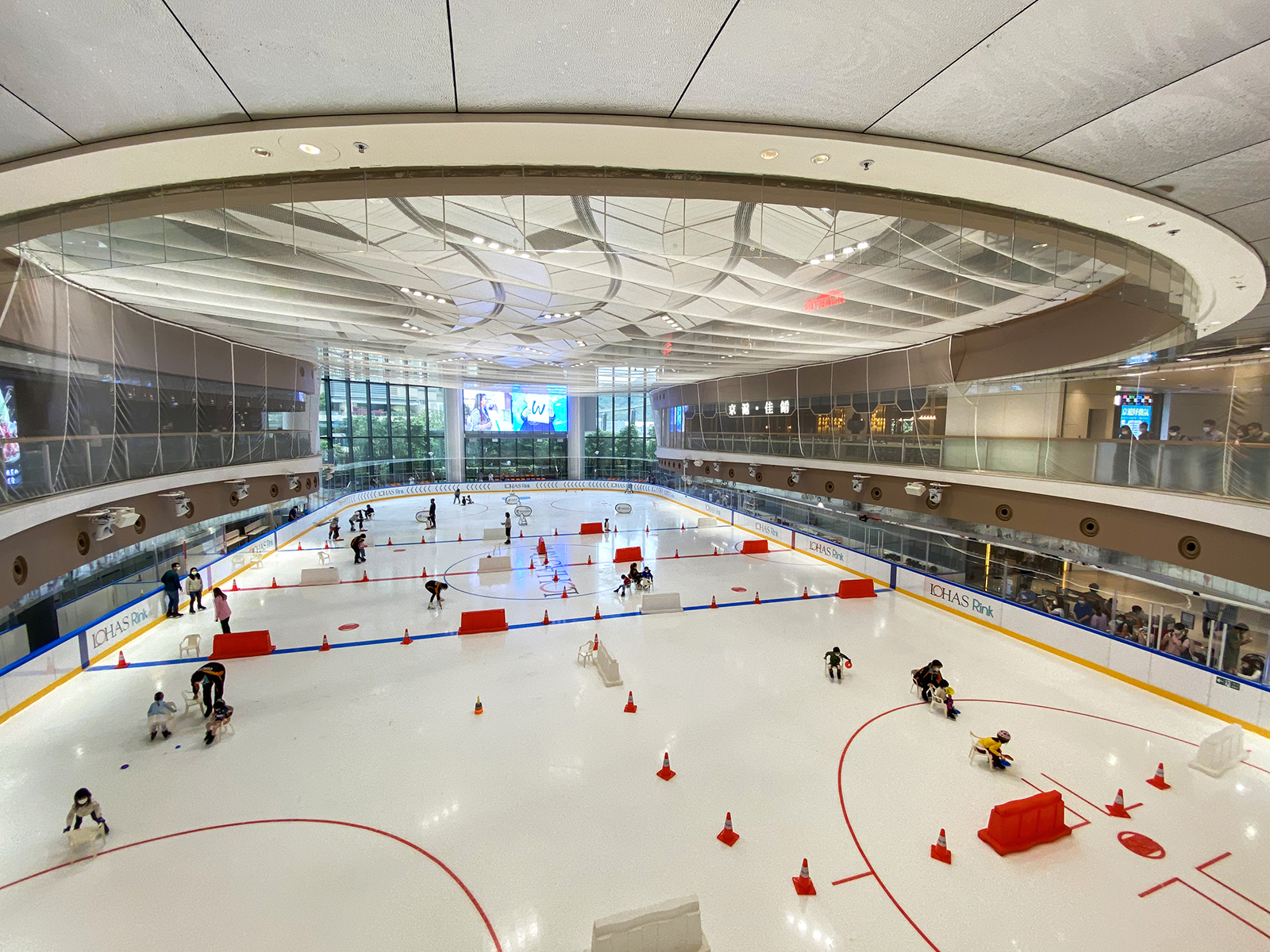
商場設有香港最大的室內溜冰場「LOHAS Rink」，由於管理公司擔心安全問題已加裝圍網

位於商場2樓的中庭位置設有名為「LOHAS Rink」的溜冰場，由香港冰球訓練學校承租，於2021年3月27日開放。該處設弧形玻璃幕牆欣賞外面日出公園景色。而商場內2-4樓原規劃於上述樓層的餐廳可以觀賞溜冰場，不過因加裝圍網關係，故難以觀察。現時該溜冰場面積已超越MegaBox溜冰場「MegaIce」，為目前全香港最大以及唯一一個位於新界區的室內溜冰場。

### 本土文創市集

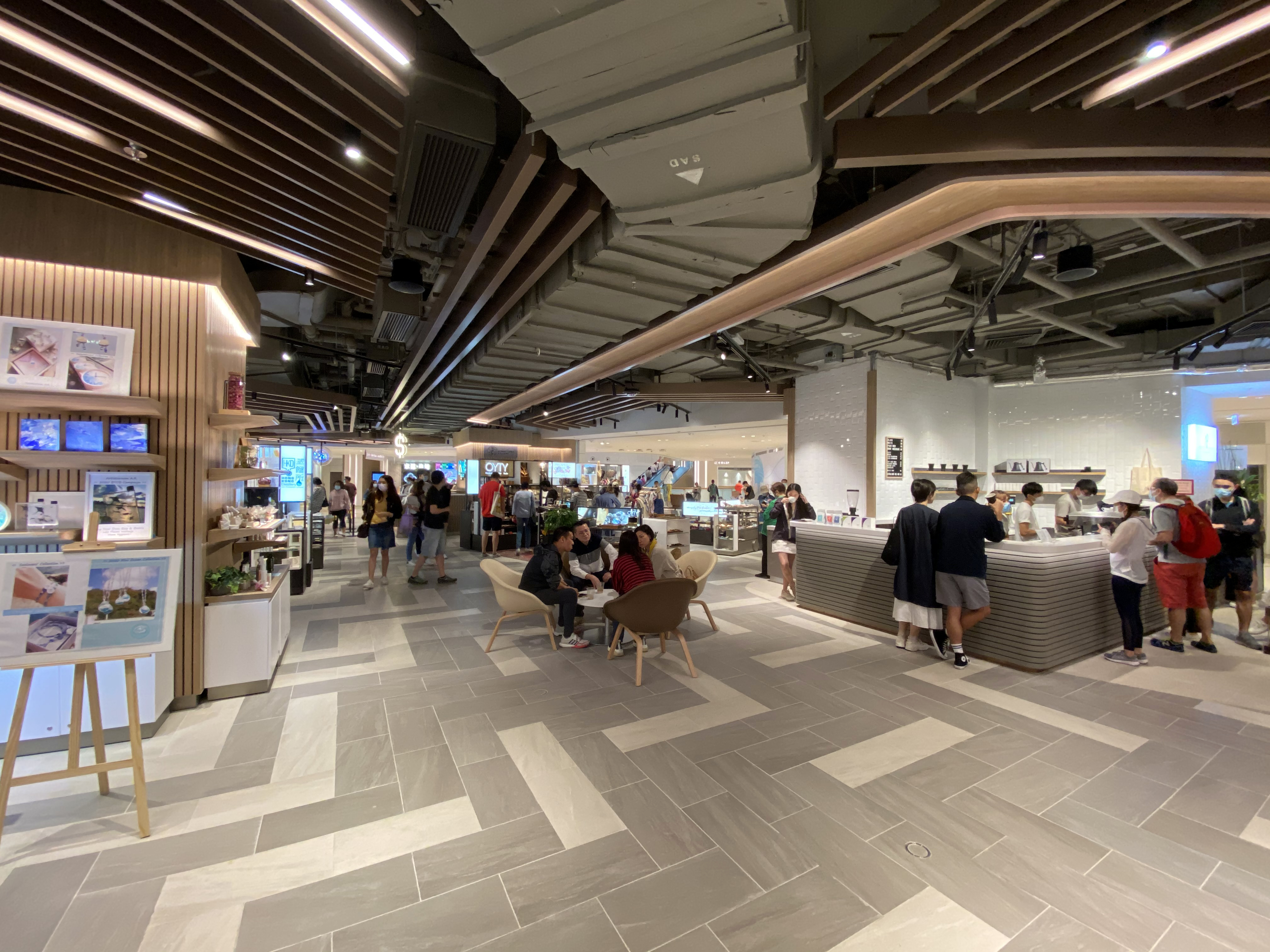
位於L3層的文創市集「THE LOHAS Collect」

位於L3層的中央位置設有文創市集「THE LOHAS Collect」，佔1萬方呎樓面面積，2020年11月1日開業，運作模式傚法尖沙咀K11 Musea的MUSE EDITION，引入超過20間特色店舖及新興品牌，首輪商戶包括本地創作、文青小店、生活家品及特色飲料等超過20個品牌，以工業風及特色木材設計，亦設有特色咖啡店及茶座。現時場內設有17間零售商戶及2間餐飲商戶，當中規模較大的包括瑞士貴價科技產品製造商Logitech、瑞士新潮鐘錶品牌Axiswatch、土耳其傳統家品店Ankyra Home及日本家電廚具品牌Bruno。

### 擴增實境娛樂設備及智能管理系統

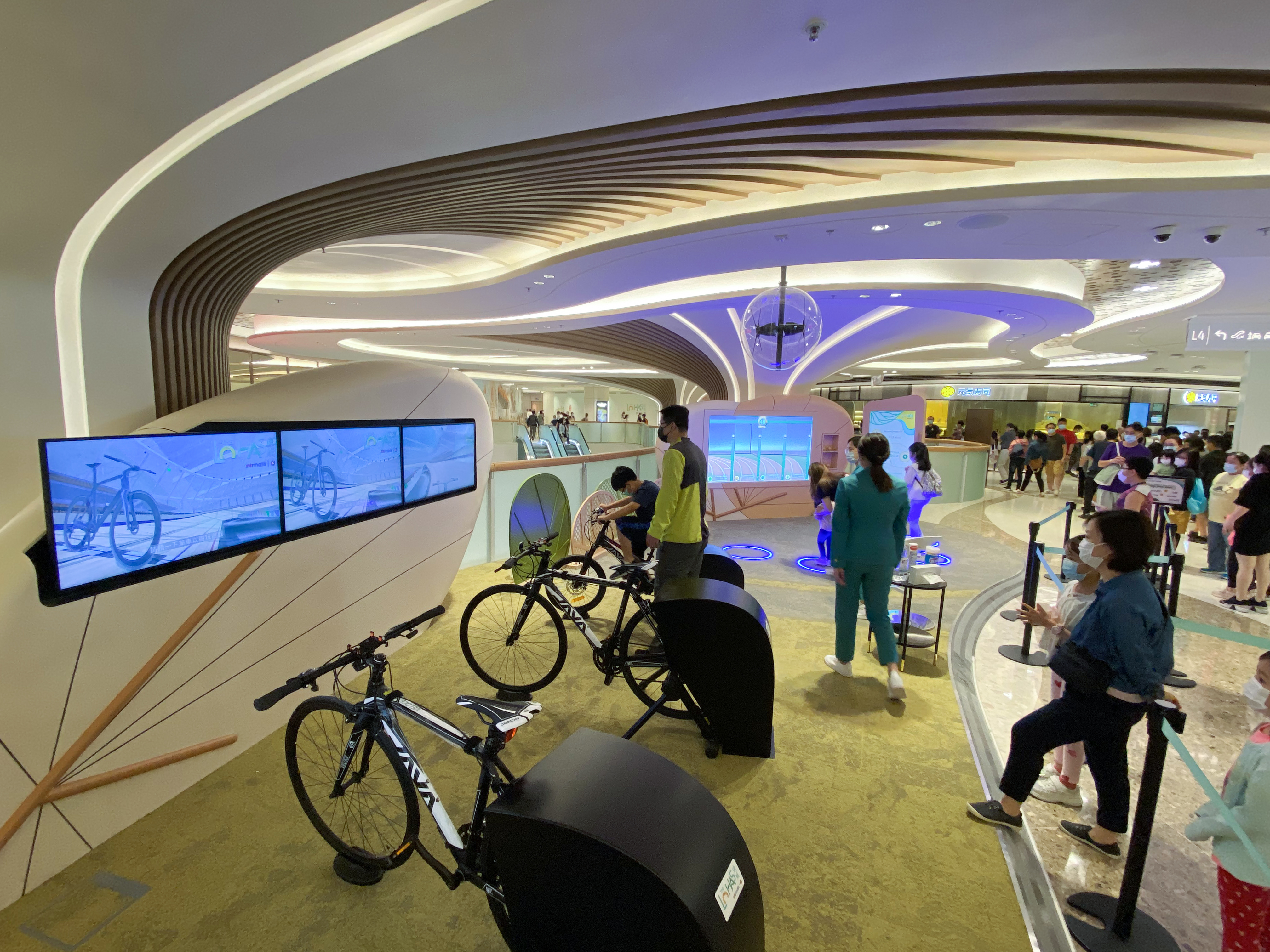
位於L4層的互動體能運動區

商場多處裝置智能科技體驗區，結合大數據及顧客互動娛樂元素，設有多個特色「打卡位」。商場公共部分亦引入擴增實境技術（AR）的高科技娛樂設施。港鐵首次引入客戶服務機械人在商場內提供服務，並命名為「康仔」、「城仔」，前者懂得為顧客帶路解答問題，後者更會陪小孩子講故事，能夠做到不少真人客戶服務員的工作，包括親身帶客人到他們想去的商店，解答客戶的詢問。

### Tesla V3超級充電站
2020年8月，美國最大的電動汽車及太陽能板公司Tesla在商場停車場引進號稱世界最快、全港首個V3超級充電站，將原來的119kW的充電峯值提升至250kW，效能高出一倍多。

## 交通

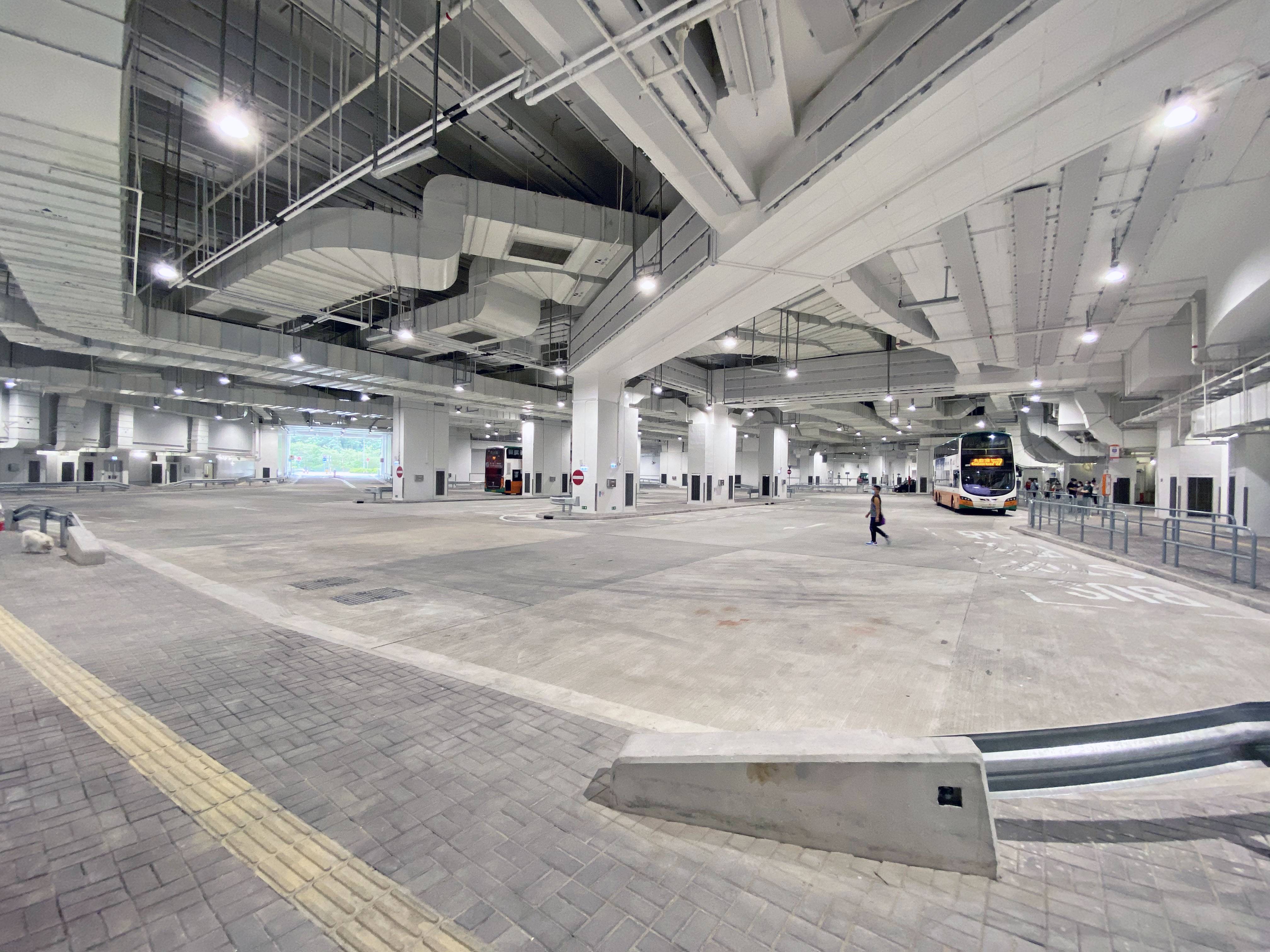
康城站公共運輸交匯處

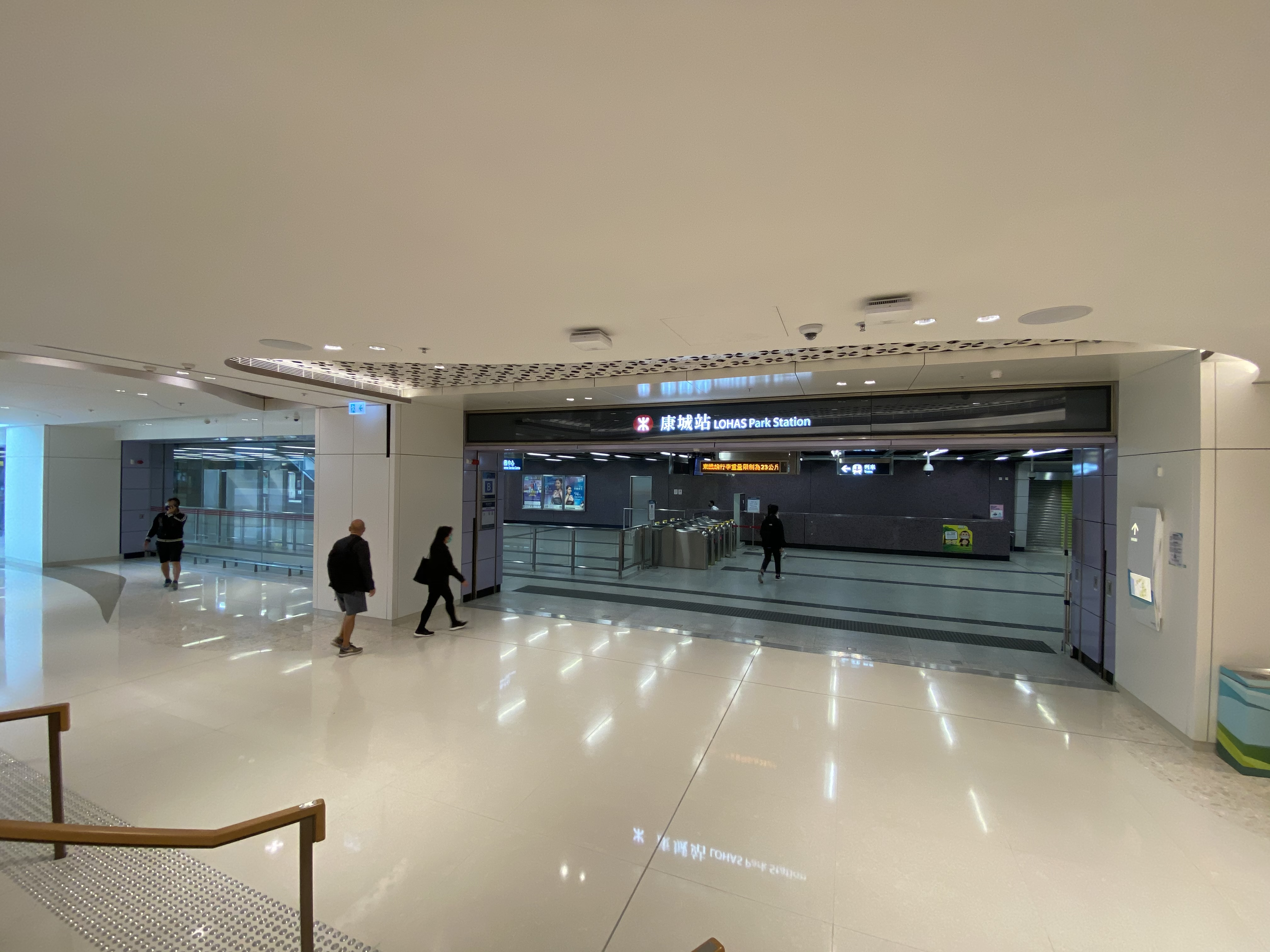
港鐵康城站B出入口與商場連接

### 道路
商場毗鄰環保大道及將軍澳跨灣大橋。

### 港鐵
商場位於港鐵康城站上蓋，連接車站B出入口。車站大堂跟商場無縫對接。

### 其他公共交通
商場對開的日出康城第3期緻藍天及第5期MALIBU基座設有康城站公共運輸交匯處，作為日出康城的路面交通樞紐；現時日出康城亦有前往尖沙咀、九龍城、旺角、將軍澳等地的巴士及小巴。

## 有蓋行人通道網絡

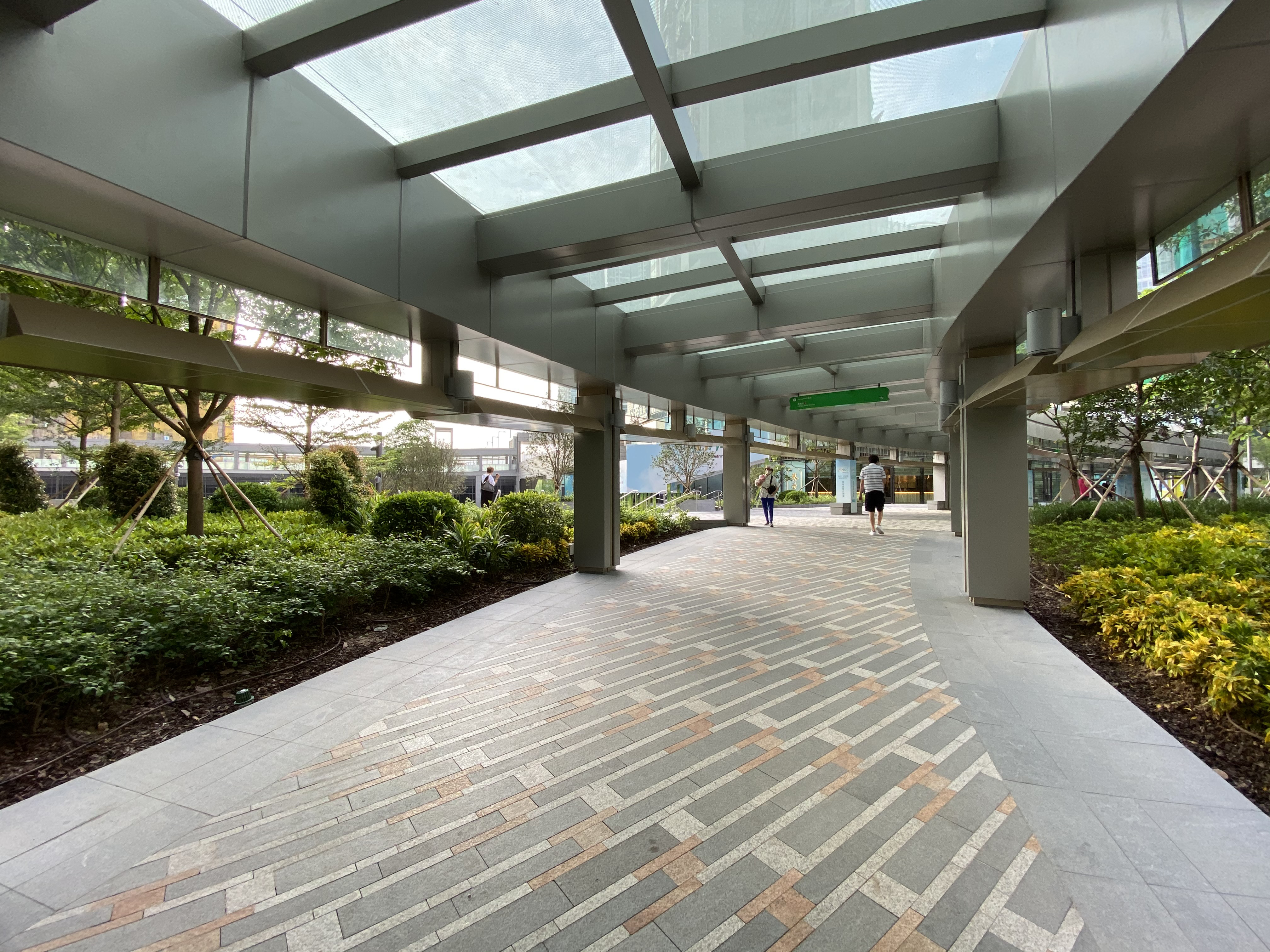
第4期晉海連接商場L2層的24小時有蓋行人通道

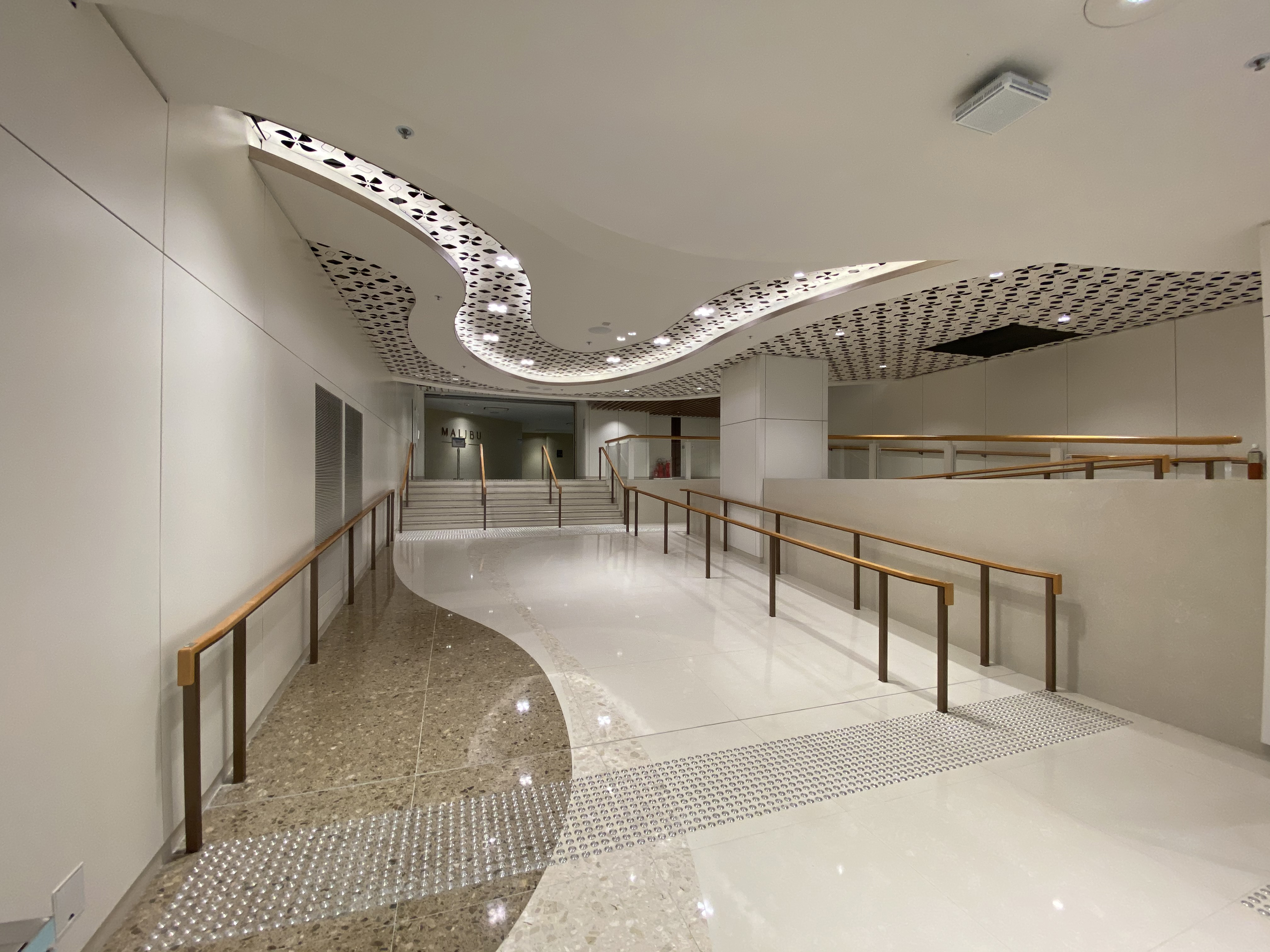
商場L2層連接MALIBU住客專用通道

日出康城全區建有24小時開放的有蓋行人通道網絡（地政總署規定須開放予公眾的公共空間），以港鐵康城站以及「The LOHAS」為中心，連接區內各座住宅、公園以及其他設施。而第7期MONTARA、第11期及第12期住宅由於位處港鐵商場上蓋，因此無需經行人天橋連接，可以由獨立住宅大堂直達商場及港鐵站，第5期MALIBU在L2層住客停車場及住宅大堂另設通道直達商場及港鐵站（凌晨時段會暫時關閉）。現時行人通道網絡已開放連接商場及往各期住宅的架空行人天橋。
「The LOHAS 康城」全數落成及日出康城全數入伙後，將設7條24小時有蓋行人通道，分別前往：
- 第1期首都、康城社區會堂及康城青年空間
- 第2期領都、日出公園及地標會所
- 第3期緻藍天、第5期MALIBU及賽馬會香港足球總會足球訓練中心
- 第8期SEA TO SKY、第10期LP10、第13期及將軍澳南海濱長廊延長段
- 第9期MARINI及第10期LP10
- 第4期晉海、第6期LP6及將軍澳跨灣連接路
- 動感公園及峻瀅

## 鄰近地方
- 港鐵康城站
- 首都（日出康城第1期）
- 領都（日出康城第2期）
- 緻藍天（日出康城第3期）
- 晉海（日出康城第4期）
- MALIBU（日出康城第5期）
- LP6（日出康城第6期）
- MONTARA（日出康城第7期）
- SEA TO SKY（日出康城第8期）
- MARINI（日出康城第9期）
- LP10（日出康城第10期）
- 凱柏峰（日出康城第11期）（興建中）
- SEASONS PLACE（日出康城第12期）（興建中）
- 日出公園
- 動感公園
- 康城路
- 日出大道
- 康城社區會堂
- 康城青年空間
- 峻瀅
- 峻瀅II
- 將軍澳南海濱長廊
- 將軍澳跨灣連接路
- 賽馬會香港足球總會足球訓練中心